# Magyarországi tiltakozások 2017 tavaszán

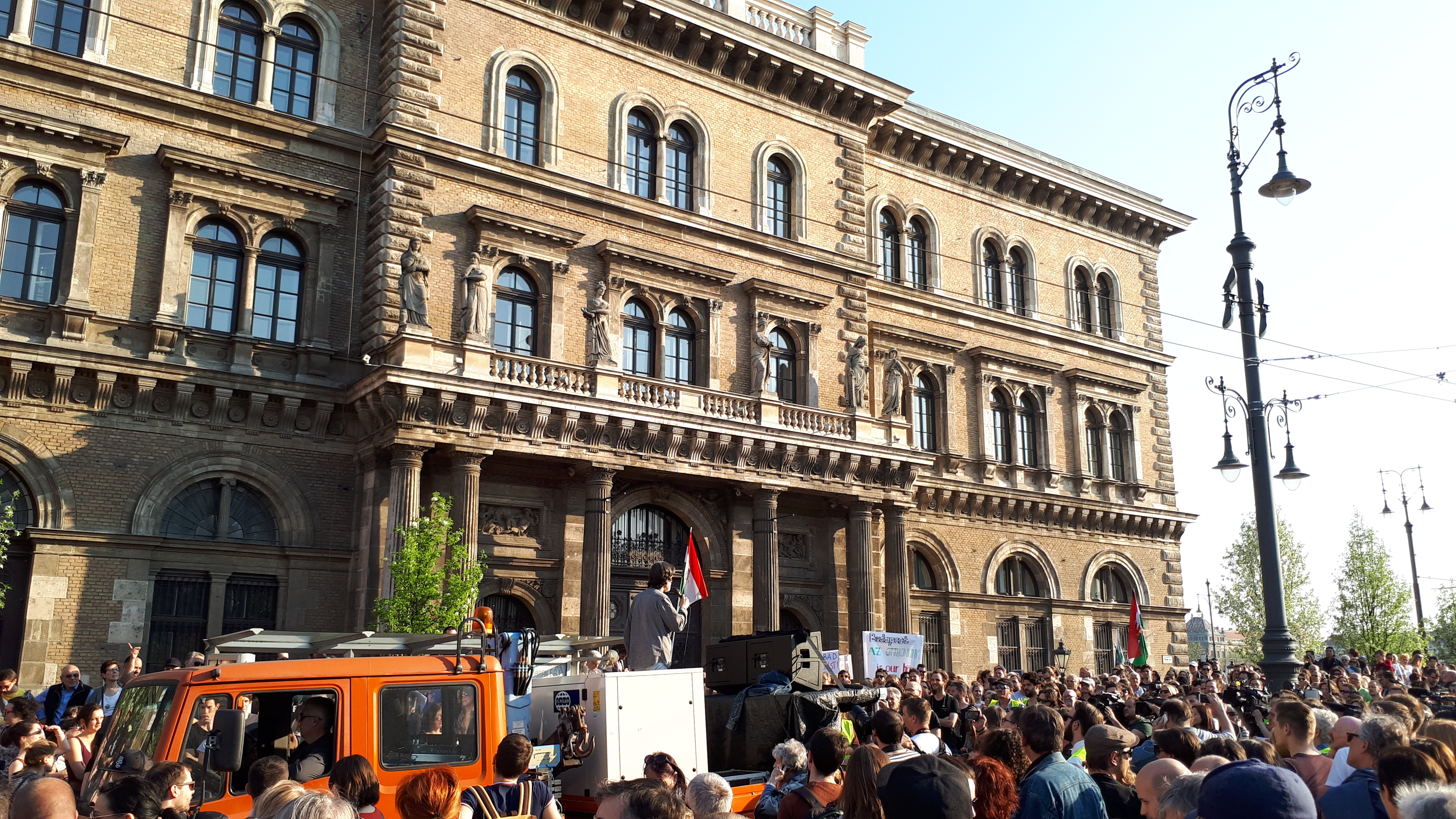
Tiltakozás 2017. április 2-án a Fővám téren

A 2017 tavaszán zajlott magyarországi tiltakozások 2017. április elejétől zajlottak heteken át elsősorban Magyarországon, de külföldi megmozdulások is voltak. A tiltakozás kiváltó oka a nemzeti felsőoktatásról szóló törvény módosítása (ez a köznyelvben Lex CEU néven vált ismertté)  volt. A törvénymódosítás 28 magyarországi felsőoktatási intézményt érint, köztük a Soros György által alapított és finanszírozott Közép-európai Egyetem (CEU)et is. A javaslatot 2017. március 28-án nyújtotta be a kormány, majd 2017. április 4-én 123 igen és 38 nem szavazattal – sürgősségi eljárás keretében – az Országgyűlés megszavazta, Áder János köztársasági elnök pedig április 10-én aláírta. Az egyetemekkel, köztük a CEU-val semmiféle egyeztetés nem történt a törvény elfogadása előtt.
Egyes vélemények szerint a javaslat a kormányzat Soros György elleni fellépésének része volt.
A demonstrációk témái később kiegészültek: téma lett a kormány külpolitikája, tehát Oroszországhoz való túlzott közeledés (a tiltakozók szerint a törvény orosz mintára készült), az egyoldalúnak érzett kormánypropaganda, valamint a civil szektor függetlenségének vélelmezett veszélyeztetése, ill általában a felsőoktatás szabadsága. A megmozdulások jelszavává a Szabad ország, szabad egyetem, illetve az I stand with CEU/a CEU-val vagyok szlogenek váltak. További jellemző szólamok a nőügyek emlegetése (Szemerkényi Réka washingtoni nagykövet elmozdításakor a miniszterelnök „Nőügyekkel nem foglalkozom” kijelentéssel hárította el a válaszadást), „Állítsuk meg Moszkvát”, „Demokráciát!”, „Európát!”.

## A tiltakozásokat kiváltó törvénymódosítások

### A felsőoktatásról szóló törvénymódosítás és hatályba lépése
A nemzeti felsőoktatásról szóló 2011. évi CCIV. törvény módosításáról szóló 2017. évi XXV. törvény főbb pontjai:
- „A felsőoktatási intézmény elnevezésének más felsőoktatási intézmény elnevezésétől egyértelműen különböznie kell. (...) Megtévesztőnek, illetve összetéveszthetőnek minősül a felsőoktatási intézmény elnevezése, ha annak magyar vagy idegen nyelven történő megnevezése és valamely más, az oktatási hivatalnál nyilvántartásba vett felsőoktatási intézmény elnevezése megegyezik.”
- „Magyarország területén külföldi felsőoktatási intézmény akkor folytathat oklevelet adó képzési tevékenységet, ha (a) magyarországi működésének elvi támogatásáról szóló, Magyarország Kormánya és a külföldi felsőoktatási intézmény székhelye szerinti állam Kormánya által kötött (...) nemzetközi szerződés kötelező hatályát a szerződő felek elismerték, (b) a székhelye szerinti országban működő, és ott ténylegesen felsőoktatási képzést folytató államilag elismert felsőoktatási intézménynek minősül, (c) az általa Magyarország területén folytatni kívánt képzés és az arra tekintettel kiállított oklevél államilag elismert felsőoktatási fokozatot adó képzésnek minősül és (d) működését az oktatási hivatal engedélyezte.”
- A törvényben meghatározott feltételeket „a 2017. szeptember 1-jén magyarországi működési engedéllyel rendelkező külföldi felsőoktatási intézménynek 2018. január 1-jéig kell teljesíteni. (...) A feltételeket nem teljesítő külföldi felsőoktatási intézmény működési engedélyét az oktatási hivatal visszavonja és 2018. szeptember 1-jét követően a külföldi felsőoktatási intézmény magyarországi képzésének első évfolyamára hallgató nem vehető fel (...)”

A törvényjavaslat részletes indoklása: „Az Európai Unión kívüli külföldi felsőoktatási intézmények magyarországi működése akkor lehet optimális, ha arról a származási ország és Magyarország Kormánya is tudomással bír, és mindkét Kormány támogatását fejezi ki az adott intézmény és képzései új helyszínen történő működése kapcsán. A módosított szabályozás szerint ennek megfelelően Magyarország területén külföldi felsőoktatási intézmény akkor folytathat oklevelet adó képzési tevékenységet, ha magyarországi működésének elvi támogatásáról szóló nemzetközi szerződés kötelező hatályát a szerződő felek elismerték, azaz a két ország Kormánya kölcsönösen elkötelezi magát a külföldi felsőoktatási intézmény működésének engedélyezése és támogatása mellett.”

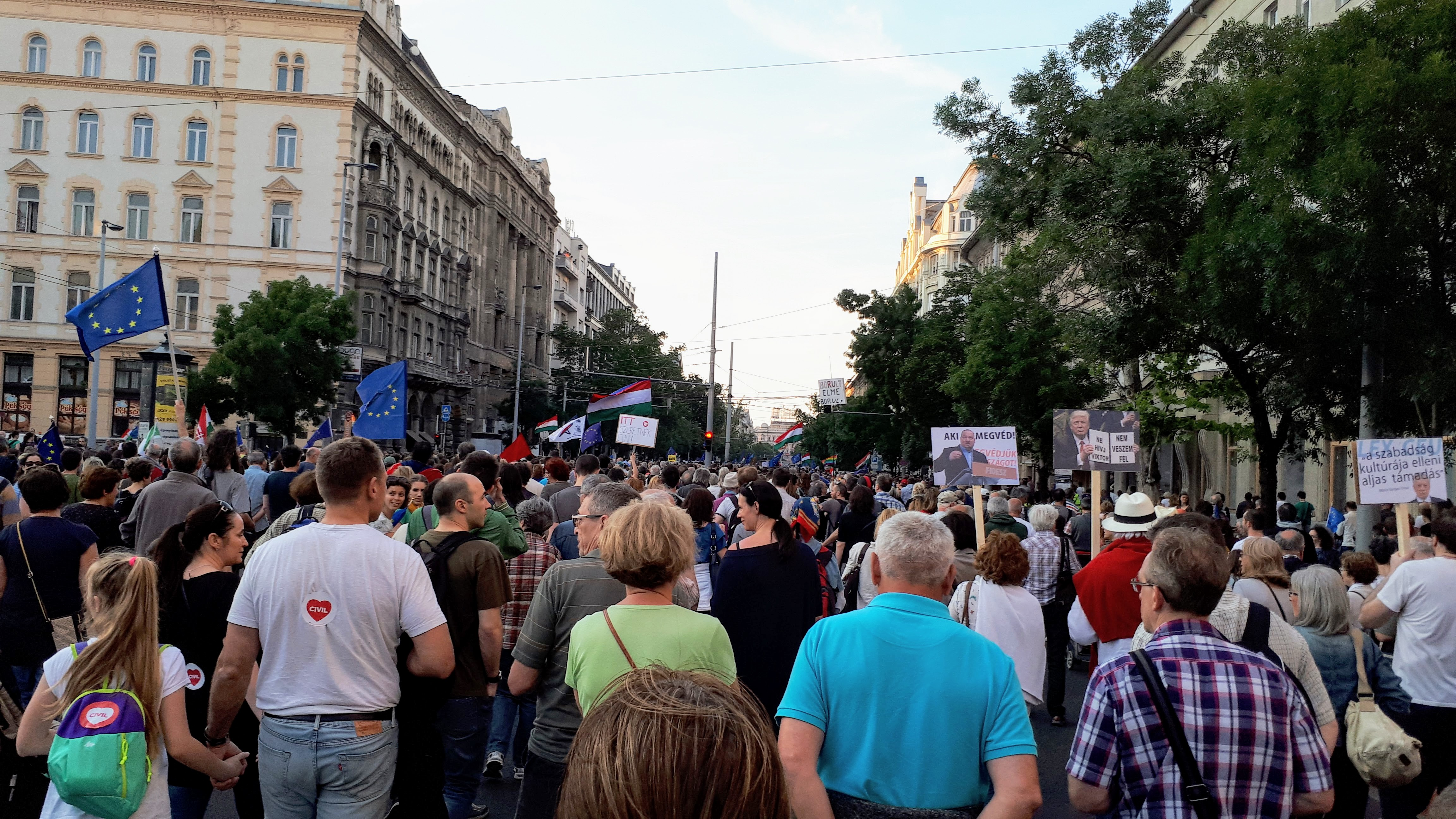
A Nem adjuk a jövőnk, itt maradunk! tüntetői haladnak a Bajcsy-Zsilinszky úton

Semjén Zsolt indítványára a törvényjavaslatot kivételes eljárásban tárgyalták. A törvényt Áder János április 10-én aláírta.
Lattmann Tamás szerint megszegték a kivételes eljárás benyújtására vonatkozó törvényi előírásokat, egyben közokirat-hamisítás is történt. Lattmann ugyanis felhívta a figyelmet, hogy a benyújtott indítványon április 3. szerepel dátumként, Semjén Zsolt azonban nyilvánvalóan nem írhatta alá ekkor az indítványt, mivel április 1. és 7. között Iránban tartózkodott. Ennek nyomán Juhász Péter és Tényi István feljelentést tettek. A Miniszterelnöki Hivatal visszautasította a vádat. Indoklásuk szerint "a kivételes eljárást ... 2017. március 31-én 14 óráig, valamint 2017. április 3-án reggel 8 és 12 óra között állt módjában a Kormánynak kezdeményezni. A kivételes eljárást kezdeményező ügyirat 2017. március 31-én került át Miniszterelnök-helyettes úr titkárságára és még aznap vissza az aktát gondozó főosztályhoz. Az ügyirat kelteként pedig nem az aláírás, hanem a benyújtás napja került feltüntetésre, amelyet semmilyen szabály nem zár ki. Az ügyészség a feljelentést elutasította, mivel semmilyen jogszabály nem írja elő, hogy az okiratot mikor kell aláírni .
2017. április 21-én az LMP szocialista, jobbikos és független parlamenti képviselők támogatásával a felsőoktatási törvény módosításának utólagos normakontrollját kérte az Alkotmánybíróságtól.
Április 26-án az Európai Bizottság ún. figyelmeztető levelet (Letter of Formal Notice) küldött a magyar kormánynak, mert úgy vélik, hogy a törvénymódosítás korlátozza a szolgáltatásnyújtás és a letelepedés szabadságát.

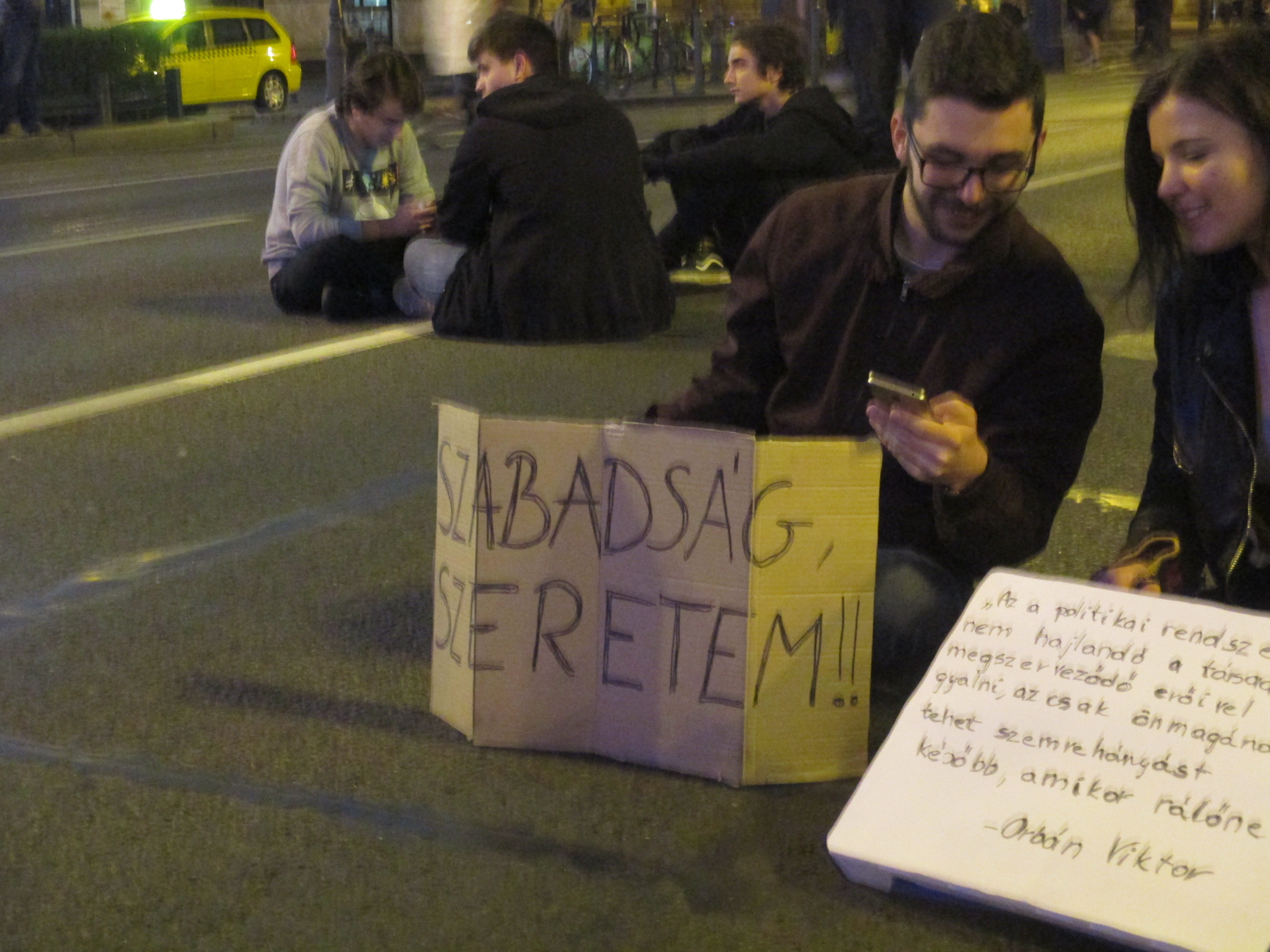
Április 15., este

Részben a lex CEU miatt május 17-én az Európai Parlament (EP) plenáris ülésén megszavazták azt a határozattervezetet, amelynek értelmében a testület megkezdi az előkészítését az uniós szerződés hetedik cikkelye szerinti eljárás megindításának Magyarországgal szemben. Az indítványt a parlament 751 képviselője közül 393 támogatta (52%), köztük a Fidesz pártcsaládja, az Európai Néppárt 216 képviselőjéből 67-en.
Május 23-án az amerikai szövetségi kormány – saját hatáskörének hiányára való hivatkozással – a CEU-val való egyezkedésre szólította föl a magyar kormányt. Május 24-én New York állam kormányzója kijelentette, hogy van hatásköre, és egyben hajlandó a magyar kormánnyal való tárgyalások lefolytatására. Május 25-én Lázár János arról számolt be, hogy sikeres tárgyalások folynak Kínával, Thaifölddel, Malajziával, illetve a Budapesten működő McDaniel College Budapest esetében a székhely szerint illetékes amerikai Maryland szövetségi tagállammal oktatási megállapodások megkötése tárgyában. Lázár közölte, hogy „a magyar kormány a Közép-európai Egyetem sorsát rendezettnek tekinti, az a kérdés, hogy a New York-i CEU hogyan tud Magyarországon a felsőoktatási tanulmányokkal kapcsolatban dokumentumokat kiállítani. Kérdésre elmondta, ha Soros György megkeresi a magyar államot, akkor tárgyalnak vele.”
Május 30-án Michael Ignatieff, az egyetem rektora bejelentette, hogy „a következő akadémiai évben minden tevékenységét Magyarországon fogja végezni a CEU (...) A CEU üdvözli, hogy múlt pénteken egyeztetett egymással Altusz Kristóf miniszterelnöki megbízott és New York állam vezetése.”
Június 12-én Sólyom László volt köztársasági elnök, Lévay Miklós volt alkotmánybíró, valamint Jakab András és Szente Zoltán egyetemi tanárok és MTA-doktorok írásos jogi véleményt (amicus curiae) készítettek az Alkotmánybíróságnak (AB) arról, hogy miért alkotmányellenes a felsőoktatási törvény módosítása.
Augusztus 21-ére az ellenzéki pártok rendkívüli parlamenti ülést hívtak össze a felsőoktatási törvény megvitatása érdekében. Az ülés határozatképtelen lett, mert a kormánypárti országgyűlési képviselők minden érdemi indoklás nélkül bojkottálták az ülést.

### A civil szervezetekről szóló törvénymódosítás és hatályba lépése
„A külföldről támogatott szervezetek átláthatóságáról” alkotott törvényt, mely „A civil szervezetek bírósági nyilvántartásáról és az ezzel összefüggő eljárási szabályokról”
szóló 2011. évi CLXXXI. törvényt is módosítja, 2017. április 7-én, péntek délután Gulyás Gergely, Kósa Lajos és Németh Szilárd nevével nyújtották be az Országgyűlés elé. A témában volt ötpárti egyeztetés, az ellenzék egyetlen pártja sem támogatta a törvénytervezetet. 2017. április 19-én megkezdődött a törvényjavaslat vitája.
A törvény indoklása szerint reális veszély, „hogy a civil társadalom szerveződéseit külföldi érdekcsoportok felhasználni törekszenek”, akár a szervezet céljait is megváltoztatva. „Az ilyen juttatások célja, hogy az abban részesülő civil szervezetek társadalmi befolyásán keresztül a támogató érdekcsoportok saját érdekeiket érvényesítsék Magyarország politikai és társadalmi életében. Ez a befolyás irányulhat valamely konkrét politikai, gazdasági döntés meghozatalára, egyes szakpolitikák irányainak meghatározására, vagy legtágabb értelemben akár a demokratikus állami intézményrendszer működésére is”.
A javaslat főbb pontjai szerint:
- Azok a magyar civil szervezetek, melyek évente 7,2 millió forintot meghaladó támogatást kapnak külföldről, külföldről támogatott szervezetnek minősülnek, és ezt be kell jelenteniük 15 napon belül. Nem kell beszámítani a támogatás összegébe mindazt a támogatást, amelyet az egyesület vagy alapítvány külön jogszabály szerint az Európai Uniótól származó forrásként költségvetési szerven keresztül kap,[30][31] egyébként viszont az EU tagállamaiból érkező forrás is bejelentésköteles.
- A vallási vagy sporttevékenységet végző szervezetre nem kell alkalmazni a külföldről támogatott szervezetek átláthatóságáról szóló törvényt.
- A nyilvántartó bíróság minden hónap 15. napjáig megküldi minden ilyen külföldről támogatott szervezetnek minősített szervezet adatait a Civil Információs Portál[32] vezetéséért felelős miniszternek, így kikerülnek oda az adatok.
- A külföldről támogatott szervezet a bejelentést követően haladéktalanul közzéteszi a honlapján, valamint feltünteti az általa kiadott, a sajtószabadságról és a médiatartalmak alapvető szabályairól szóló törvény szerinti sajtótermékekben és egyéb kiadványokban is, hogy e törvény alapján külföldről támogatott szervezetnek minősül.
- Ha a szervezet nem teljesíti mindezt, először felszólítást, aztán bírságot kap, majd törlik.

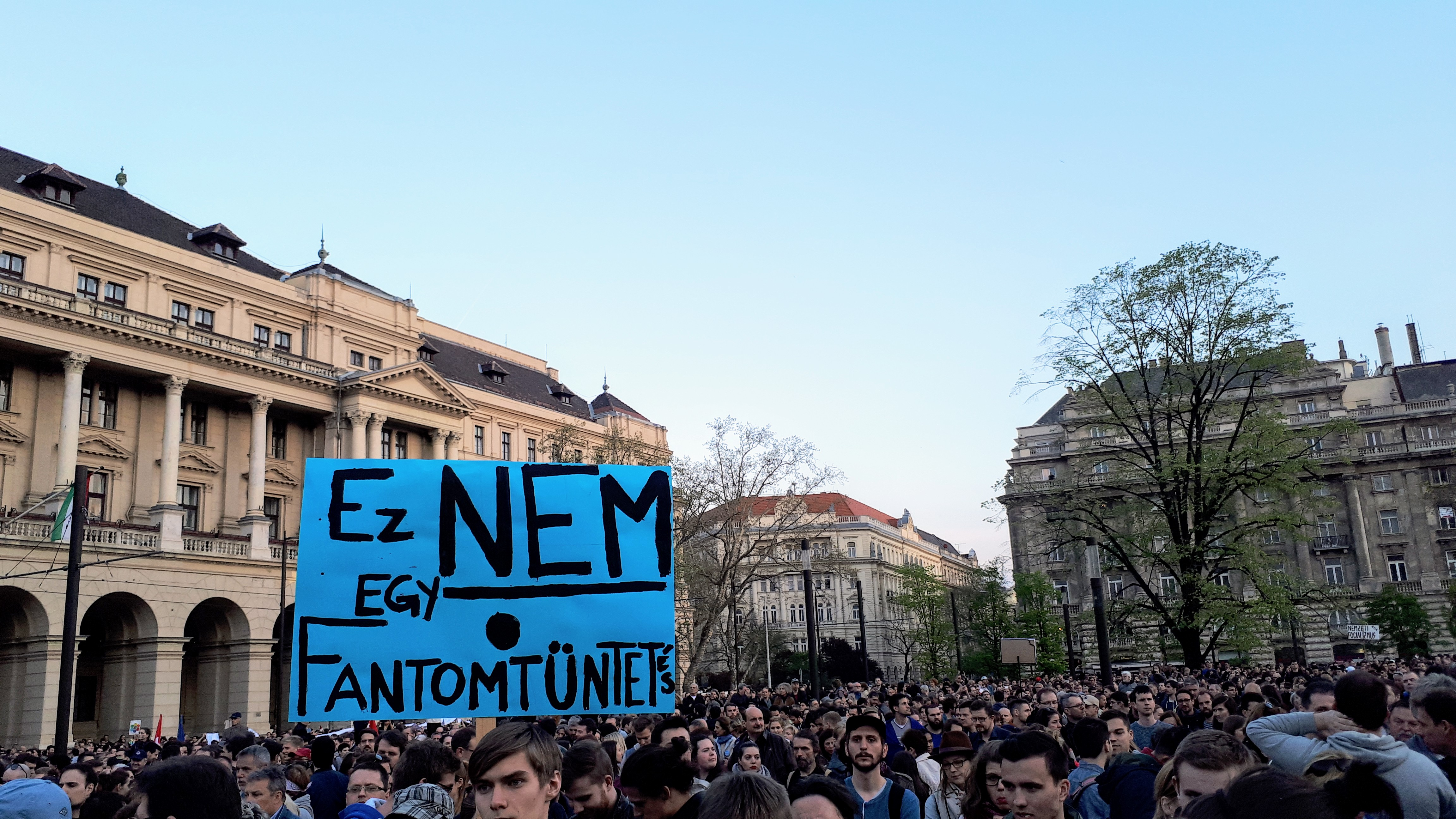
Tiltakozások 2017. április 9-én az Országház előtt

A javaslat támogatói az oroszországi, illetve izraeli hasonló, civil szervezetekről szóló törvények mellett hivatkoznak az amerikai ún. FARA-törvényre, amely mindazon szervezetektől megköveteli az átláthatóságot, melyek külföldi kormányok, vagy az Egyesült Államokon kívüli szervezetek, vagy személyek befolyása alatt állnak, amelyek tevékenységük ellátása során külföldi kormányok / személyek/ szervezetek kérése, utasítása vagy kontrollja alatt járnak el. A törvény támogatói az Európa Parlament által elfogadott határozatra is hivatkoznak, mely szintén növelné a civil szervezetek finanszírozásának átláthatóságát.
A törvényjavaslat kritikusai szerint a törvény logikus folytatása a magyarországi civil szervezetek elleni fellépésnek, mely korábban a Norvég Alap-ügyben csúcsosodott ki. Egyes vélemények szerint a civilszervezetek működésének legfontosabb adatai eddig is megismerhetők voltak: rendelkezésre állnak a bizonylatok, a könyvelés, a mérleg, közhasznú társaságok esetében a közhasznú tevékenységről szóló jelentés, statisztikai adatok. Beszámolóikat, könyvelésüket, jelentéseiket öt évig őrizniük kell, ezeket a NAV bármikor ellenőrizheti. A törvénnyel szembeni további kritikák szerint a terrorizmus és a pénzmosás elleni harcra nem alkalmas, megnehezíti viszont az iskolai, kórházi alapítványok, segélyszervezetek hazai adománygyűjtését, a „külföldről finanszírozott szervezet” billogjával bizalmatlanságot ébreszt, olyan adminisztratív feladatokat ró ki, melyek új információhoz ugyan nem segítik a hatóságokat, viszont időt és pénzt vesznek el a szervezetek eredeti munkájától. Felhívják a figyelmet arra is, hogy véleményük szerint az ún. FARA-törvény kifejezetten lobbistákra vonatkozik csak, ahogy ezt az Amerikai Egyesült Államok budapesti nagykövetségének június 14-én kelt nyilatkozata is megerősítette, és nem a civilek megbélyegzésére szolgál.
Április 27-én az Európa Tanács (ET) Parlamenti Közgyűlése felszólította Magyarországot, hogy függessze föl a civiltörvény parlamenti vitáját, és ne ültesse át a gyakorlatba a felsőoktatási törvényt és civil szervezetekről szóló törvényt, amíg az ET alkotmányjogi tanácsadó testülete, a Velencei Bizottság nem véleményezi azt. A szervezet kifogásolja, hogy a törvények vitájába nem vonták be a magyar nyilvánosságot, hogy túl súlyos szankciókat ír elő, és hogy nem vonatkozik minden nem-kormányzati szervezetre. Elfogadják a jobb átláthatóságért való törekvést, de azt már nem, hogy a civil szervezetek pusztán azért jelentsenek veszélyt a nemzetbiztonságra és szuverenitásra, mert évente egy bizonyos összegnél nagyobb külföldi támogatásban részesülnek. Fájlalták a magyar vezető tisztségviselők gyanúsító és megbélyegző retorikáját is. Az Igazságügyi Minisztérium egy napra rá jelezte, hogy hajlandóak együttműködni a Velencei Bizottsággal.
A Velencei Bizottság szakértői 2017. június 2-án közzétett állásfoglalásukban kijelentették, hogy "a külföldi támogatással Magyarországon működő civil szervezetek átláthatóságáról szóló törvénytervezet jogszerű célokat tűz ki, és a pénzmosás, valamint a terrorizmus finanszírozása elleni küzdelmet hivatott előmozdítani." Pozitívum, hogy a javaslat nem nevezi külföldi ügynököknek a külföldi finanszírozásban (is) részesülő szervezeteket; pozitívum a fokozatos szankcionálási eljárás, az egyes fokozatokban hozott döntésekhez előírt bírói jogorvoslat – ez utóbbi kapcsán az arányosságra, és csak a legfontosabb kötelezettségszegések szankcionálására hívták fel a figyelmet. A jelentés ugyanakkor elítélte a civil szervezetek elleni kampányt, és e szervezetekkel való egyeztetésre szólított föl. Aránytalanul hosszúnak ítélték a hároméves időszakot, "amely alatt egy civil szervezet nem kaphat külföldi finanszírozást, hogy jogosulttá váljon arra, hogy elveszítse a külföldről finanszírozott szervezeteknek járó címkét", valamint kifogásolták, hogy valamennyi támogató feltüntetése aránytalanul nagy terhet jelentene, ezért javasolták, hogy az adatközlési kötelezettség szorítkozzon csak a legnagyobb adományozókra.
Völner Pál, az igazságügyi minisztérium államtitkára azt nyilatkozta, hogy a magyar kormány nyitottan áll ahhoz a felvetéshez, hogy csökkenjen a civil szervezetek deregisztrációs ideje, valamint elképzelhetőnek tartotta a négylépcsős szankciórendszer módosítását is.
2017. június 8-án megkezdődött a módosított törvényjavaslat vitája. A vita során a Velencei Bizottság véleményéből kisebb elemeket is figyelembe vettek. Június 13-án 130 igen, 44 nem és 24 tartózkodás mellett a törvényhozás elfogadta a törvényt.

## Tiltakozások

### Budapesti demonstrációk

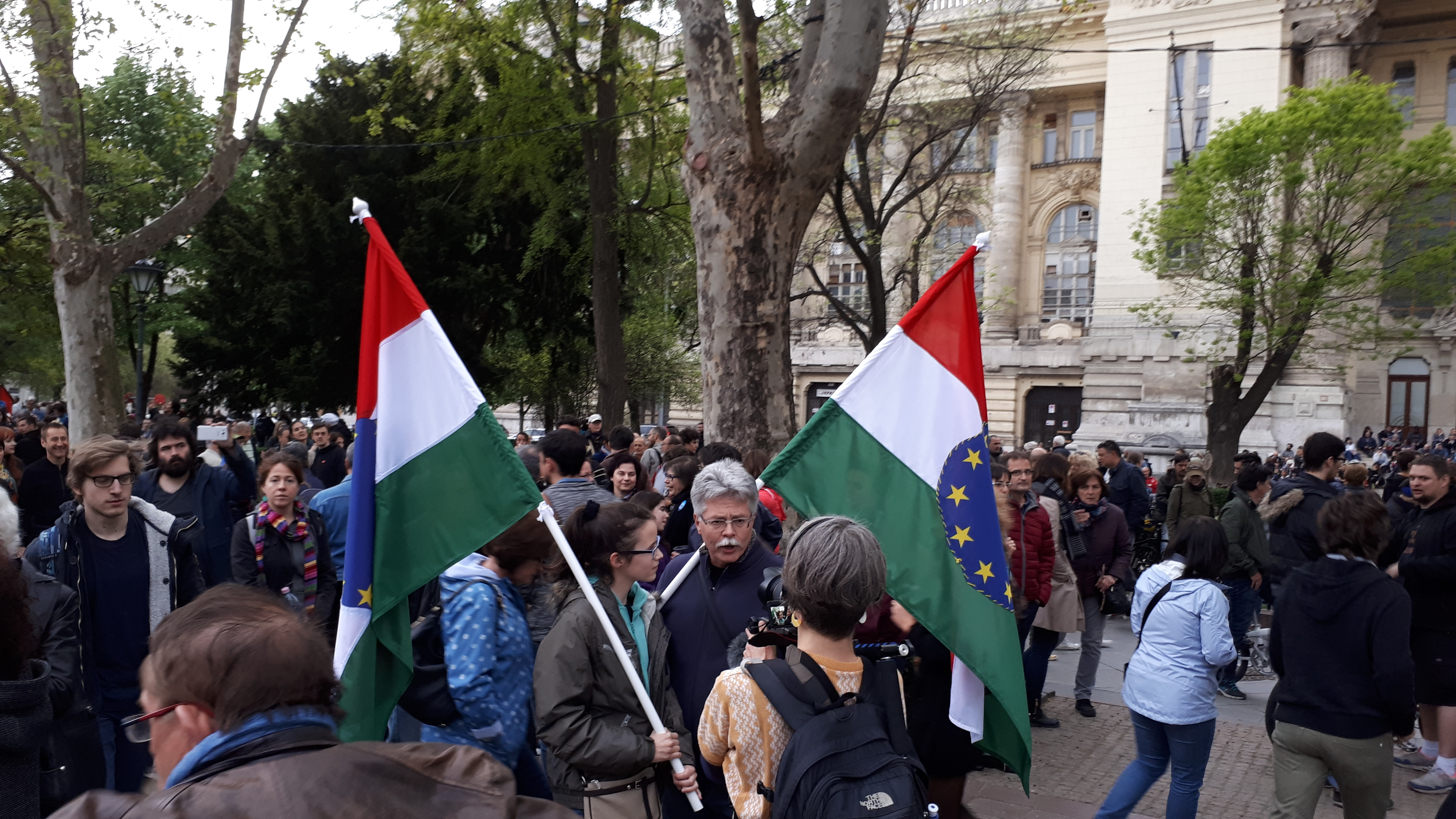
Magyar és EU-s zászló kombinálása az április 15-i tüntetésen, emlékeztetve az 1956-os forradalom egyik fő jelképére, a lyukas zászlóra

A felsőoktatási törvény módosításának bejelentése utáni vasárnapra, április 2-ra hirdette meg az első budapesti demonstrációt a Facebookon az Oktatási Szabadságot csoport a Közép-európai Egyetem mellett, a felsőoktatási törvény módosításának megszavazása ellen. A tiltakozásra többezres tömeg gyűlt össze, akik a Budapesti Corvinus Egyetem épületétől vonultak az Astorián keresztül a Kossuth térig, ahol beszédek hangzottak el.
A parlament április 4-én tartott szavazást a törvénymódosítás elfogadásáról, ekkor a Közép-európai Egyetem Nádor utcai épületét élőlánccal vették körbe, a felszólalók pedig kiálltak a felsőoktatás szabadsága mellett. A tömeg innen a Kossuth térre indult, majd követelték az Európai Unió zászlójának kihelyezését az Országházra a magyar és a székely zászló mellé. A zászlót végül Kunhalmi Ágnes, MSZP-s képviselő lógatta ki az épület ablakából.
Április 9-ére a csoport újabb tiltakozást szervezett, először a Clark Ádám térre, de a nagyszámú jelentkező miatt a megmozdulást átszervezték a Várkert Bazár elé. A közösségi portálon kb. 32 ezren jeleztek részvételüket az esemény kezdetéig, a megjelentek száma viszont a szervezők szerint 70-80 ezer főre volt tehető. A tüntetők legfőbb követelése az volt, hogy a köztársasági elnök ne írja alá a törvénymódosítást, a Ne írd alá, János! és Ne légy káder, Áder! jelszavakat skandálva. A tömeg a Várkert Bazártól a Lánchídon keresztül a Kossuth térre vonult, ahol beszédek hangzottak el. A több tízezer tiltakozó egy része a hivatalos rendezvény vége után is a téren maradt, majd az Emberi Erőforrások Minisztériumához és a kormányzó Fidesz székházához vonult, ahova be is akartak jutni. Később a tiltakozás a Hősök terén majd az Oktogonon folytatódott, ahol kb. háromszázan, a tér közlekedését is blokkolva amolyan polgári engedetlenségi fórumba kezdtek. Az akció egészen hajnalig tartott.
A tiltakozások ellenére másnap az esti órákban Áder János aláírta a törvénymódosítást, amelynek hatására a Facebookon spontán szervezkedések indultak. Ennek következtében április 10-én a Sándor-palota előtt több száz fős tömeg jelent meg az esti órákban, az elnök döntését kritizálva, az Aláírtad János, égni fog a város!, Szabad ország, szabad egyetem!, Ruszkik haza! és Európa! szlogeneket skandálva, az Örömódát énekelve. A tömeg megkísérelte a bejutást az épületbe, majd a Lánchídon keresztül az Oktogon felé vették az irányt, végigvonulva a városon. A hídon keresztül hömpölygő tiltakozók száma többezresre nőtt. Az Oktogonról a Blaha Lujza térre mentek, majd onnan a Szabad ország, szabad sajtó jelszavak kíséretében a Magyar Rádió székhelyéhez vonultak, ahol a kormánypárti médiát kritizálták. A tüntetők itt is megpróbáltak bejutnni az épületbe, végül a főbejárat fölé egy európai uniós zászlót tűztek ki. A tömeg a Himnusz és az Örömóda eléneklése után szétoszlott, ám a tiltakozások a hajnali órákig húzódtak.
A Sándor-palotánál a tüntetések közben Gulyás Márton és Varga Gergely aktivisták a kormánypárt színére utaló narancssárga festéket próbáltak dobni az épületre, de Gulyás az azt védő rendőröket, míg Varga az épületet is eltalálta, ezért a Budapesti Rendőr-főkapitányság őrizetbe vette őket csoportos garázdaság vádjával. Másnap délután több százan demonstráltak a Budapesti Nyomozó Ügyészség épülete előtt az aktivisták szabadon engedéséért, majd a Lánchídon keresztül átvonultak a Gyorskocsi utcai fogdához, ahol Gulyást fogva tartották. A tüntetők letáboroztak a fogda épülete előtt. Gulyás Márton nem jogerősen 300 óra közmunka büntetést kapott garázdaságért és rongálásért – büntetésébe beleszámították a korábban kiszabott és felfüggesztett büntetéseit is.
Április 12-én Hősök vétója címmel újabb tüntetést tartottak, ezúttal a Hősök terén, ahol civil szervezetek tiltakoztak a civil szervezeteket érintő törvénymódosítás miatt, de a rendezvény a CEU mellett is kiállt. A tüntetésen felszólalt Móra Veronika az Ökotárs Alapítvány, Kapronczay Stefánia a TASZ, valamint L. Ritók Nóra az Igazgyöngy Alapítvány képviseletében. A téren a sokaság egy hatalmas szívet is megformázott. A megjelentek egy része később a főváros különböző pontjain demonstrált, először átvonultak a Fidesz közeli Lendvay utcai székházához, majd az előző napokhoz hasonlóan az Oktogonra mentek, onnan pedig többen a Kossuth térre.
Április 13-án újabb sokaság gyűlt össze Gulyás Márton elítélése ellen, ezúttal az Igazságügyi Minisztérium épületénél, majd innen az Oktogonra mentek, ahol beszédeket is tartottak. Egy tüntető festéket dobott a Terror Háza Múzeum épületére, majd úgy nyilatkozott, hogy „azért választotta a Terror Házát, mert egy olyan közintézményt akart megdobni, amelynek van jelképes értéke”, állítása szerint „nem akart megsérteni senkit, ha valakit mégis megsértett volna, attól elnézést kér”. Békés Márton, az intézmény kutatási igazgatója különösen méltatlan és visszataszító barbár támadásnak nevezte a történteket. Az ételfestéket dobáló férfit első fokon 720 ezer forintra büntették rongálás miatt.
Április 15-én Nem maradunk csendben címmel szerveztek kormányellenes tüntetést a Szabadság térre, ahol Gulyás Márton és Varga Gergely is felszólaltak. Mindketten kormánykritikus beszédet tartottak, Gulyás pedig szervezkedésre szólított fel a kormány hegemóniájával szemben a rákövetkező évben tartandó választásokig. A demonstráción többen is felszólaltak a kormány ellen, a rendezvényt pedig zene kísérte. A húszezresre becsült tömeg innen aztán újra a Kossuth térre, majd az Oktogonra vonult.
Április 17-ére újabb tüntetést szerveztek az orosz követség épülete elé, melyet azonban a havazásra való tekintettel április 24-én tartottak meg. Időközben a rendőrség megtiltotta az épület közvetlen környezetében való tüntetést.

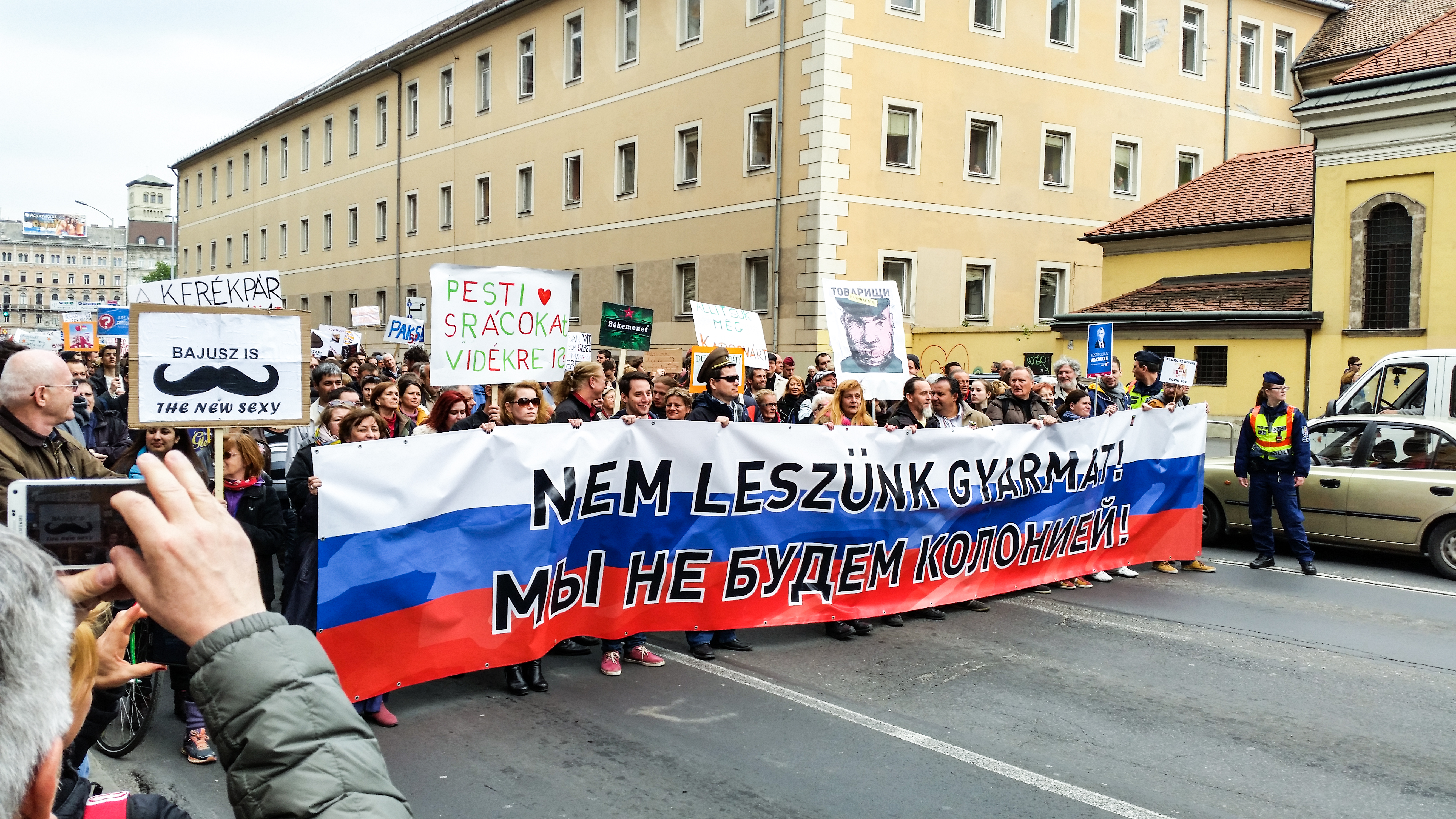
A Kétfarkúak „Békemenete”

Április 22-ére a Magyar Kétfarkú Kutya Párt humoros hangulatú tüntetést szervezett az Oktogonra Illiberal Pride – Békemenet a kormányért és Oroszországért. És minden más ellen címmel. Az eseményen néhány ezres tömeg gyűlt össze. A megmozdulás alapvetően a Civil Összefogás Fórumnak a kormány politikáját támogató Békemeneteinek parodiája volt. EZt érzékeltették a felszólalásokban, a molinókon, transzparenseken, . Az esemény főszervezője a "viccpárt" elnöke, Kovács Gergely, szintén ironikus hangú beszédet tartott, ugyanakkor a korrupciót, az oktatás és az egészségügy helyzetét, illetve az Oroszországhoz való közeledést is bírálta. A tiltakozók a Blaha Lujza téren át az Erzsébet térre vonultak, ahol a rendezvény hivatalosan véget ért.
Április 24-én az orosz követség épülete előtt tüntettek a vélelmezett orosz befolyás és általában a kormány politikája ellen. A rendezvény az „Állítsuk meg Moszkvát” címet viselte, mely a Fidesz Állítsuk meg Brüsszelt kampányára utalt. A zenés rendezvényen többek között Lányi András és Puzsér Róbert is felszólaltak az Oroszországhoz való túlzott közeledés ellen, az ország Európához való tartozása mellett. Itt nagyjából ezer fős tömeg gyűlt össze, amely a Fidesz-székházhoz vonult, ahol még sokáig néztek farkasszemet a székház védelmére rendelt rendfenntartókkal.
Április 25-én az LMP egyik vezetője, Széll Bernadett kíséretében "civilek" jelentek meg az Országgyűlés igazságügyi bizottságának ülésén és tiltakoztak a "civiltörvény" ellen. Rubovszky György, a bizottság kormánypárti elnöke fél óra időtartamra felfüggesztette az ülést.
Május 1-jére a Momentum Mozgalom hirdetett rendezvényt Európához tartozunk címmel, melynek keretében a "keleti nyitás" politikája ellen tiltakoztak és az Európai Unió mellett foglaltak állást. A menet a Szabadság tértől indult a Hősök teréig, ahol a Momentum elnökségi tagjai mondtak beszédet, köztük Fekete-Győr András is. A szónokok hangoztatták, hogy „orosz mintára a félelem rendszere épül Magyarországon”, és ennek lebontására biztattak. A Momentum bejelentette, hogy ősszel nyilvánosságra hozza a párt országos programját. Az öt-hatezres tömeg egy része a hivatalos rendezvény vége után az Oktogonra vonult. Ugyanezen az éjjelen az Anonymus Operation Hungary nevű hacker-csoport megtámadta a "PestiSrácok.hu" internetes kormánypárti híroldalt.
Május 20-án az LMP, az Együtt, a PM és a Tanítanék Mozgalom is képviseltette magát a Korrupcióellenes Szövetség (Kellesz) tüntetésén Felcsúton, a kormányfő szülőfalujában, melynek elsősorban Mészáros Lőrinc helyi (és országos) tevékenysége adott tápot.
Május 21-ére a Nem maradunk csendben! csoport szervezett tüntetést Nem adjuk a jövőnk, itt maradunk! címmel a budapesti Műegyetem rakpartra. Itt felszólalt többek közt a Romaversitast képviselő Dinók Henriett, aki a CEU szerepét méltatta a romák felzárkóztatásában. Őt követte Lukácsi Katalin, aki áprilisban lépett ki a KDNP-ből. Az összegyűlt, mintegy 10 ezres tömeg a Kossuth térre vonult, ahol rövid koncert után további beszédeket tartottak. A felszólalók között volt az előző napi felcsúti tüntetésen is részt vevő Vágó Gábor egykori LMP-s politikus is. Lengyel Máté, a Cambridge-i Egyetem és a CEU oktatója az "ellenvélemény elfogadásának fontosságáról" beszélt, László Luca CEU-s hallgató pedig álláshirdetésben keresett új kormányt. A Civilizáció csoport képviseletében Deák Éva szólalt fel, aki a civil szervezeteket megbélyegző törvénytervezet veszélyeiről beszélt, és május 29-ére újra a Kossuth térre hívta az embereket.
Május 29-én Hősök vétója II. címen mintegy ötszáz ember részvételével tüntetést, „pikniket” tartottak a Kossuth téren.

### Budapesten kívüli tiltakozások
Április 12-én Békéscsabán, Hódmezővásárhelyen, Nagykanizsán, Pécsen, Sopronban, Szegeden, Miskolcon, Debrecenben, Szegeden is a Fidesz-székházhoz vonultak, ahol Nógrádi Tibor önkormányzati képviselő ugyan kijött a székházból, de végül mégis sikerült kitűzni az uniós zászlót.
Április 17-én a világ számos pontján voltak tüntetések: Dániában két helyen (Koppenhága, Aalborg), az Egyesült Államokban is két városban (New York, Portland). Az Egyesült Királyságban Londonba, Cambridge-be és Bristolba is szerveztek tiltakozást. Ezen kívül Párizsban, Brémában, Kijevben, Szófiában valamint Melbourneben és Sydneyben is voltak demonstrációk.
Április 21-én a Tbiliszibe látogató Orbán Viktor mellett és ellen is tüntettek a helyiek.
Április 22-én a March for Science (Séta a tudományért) nemzetközi tüntetéssorozat keretében a résztvevők több helyen – pl. Berlinben és Bécsben – kifejezték szolidarításukat a CEU-val.
Április 25-én szolidaritási tüntetés volt Pozsonyban, amelyen a tiltakozók kiálltak az oktatási és a szólásszabadság mellett.

## Vélemények

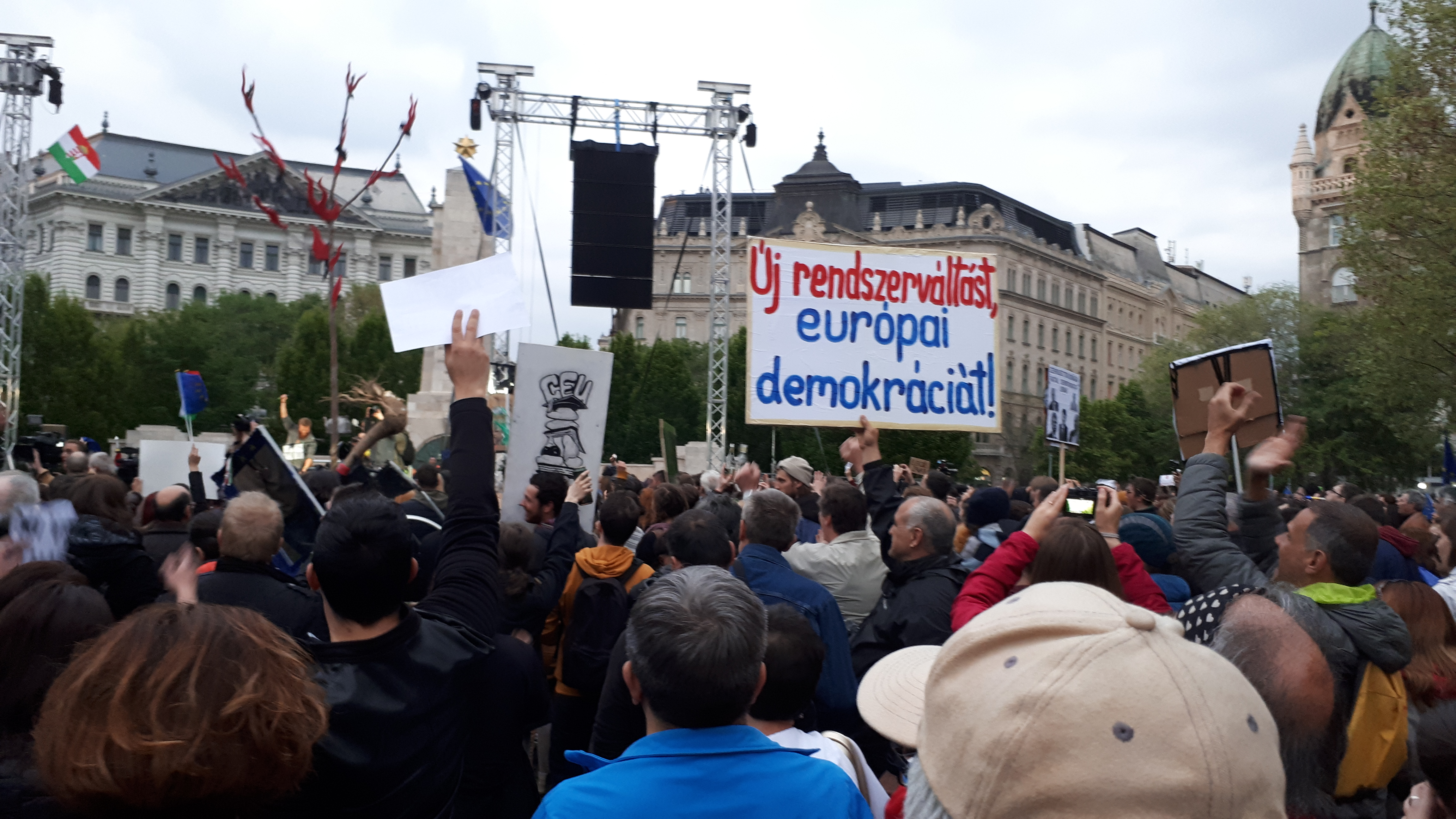
A 2017. április 15-i tüntetés jellemző jelszavai

Orbán Viktor miniszterelnök március 31-én a Kossuth Rádió műsorában így nyilatkozott a CEU-ról: „A csalás, az csalás, akárki is követi el.” A CEU vezetősége erre közleményben közölte: "A CEU most kapta kézhez az Oktatási Hivatal állásfoglalását, miszerint a Central European University (New York) a nemzeti felsőoktatásról szóló törvény szerint megfelel a magyarországi működés feltételeinek. Ez megerősíti, hogy a CEU törvényesen működik Magyarországon a miniszterelnök és más politikusok állításaival szemben." A hivatal azonban cáfolta, hogy ilyen dokumentumot állított volna ki.
Balog Zoltán, az emberi erőforrások minisztere április 4-én a törvényt tárgyaló parlamenti felszólalásában Soros Györgyöt támadta, melyben „a magyar kormányra történő nyomásgyakorlással, világméretű lejáratókampánnyal” és „álcivil ügynökszervezetek hálózatának szervezésével” vádolta meg az üzletembert. Ennek során egy eddig ismeretlen 2005-ös, állítólagosan Magyar Bálint akkori oktatási miniszternek írt levélre is hivatkozott, amelyben Soros a CEU-nak kér mentességet bizonyos felsőoktatási szabályok alól. Kiderült azonban, hogy 2004-ben Semjén mellett többek közt Szijjártó Péter és Áder János is megszavazta azt a jogszabályt, ami a Közép-európai Egyetemet New York-i székhelyű, Budapesten működő, angol oktatási nyelvű, magyar, nem állami egyetemként ismeri el.

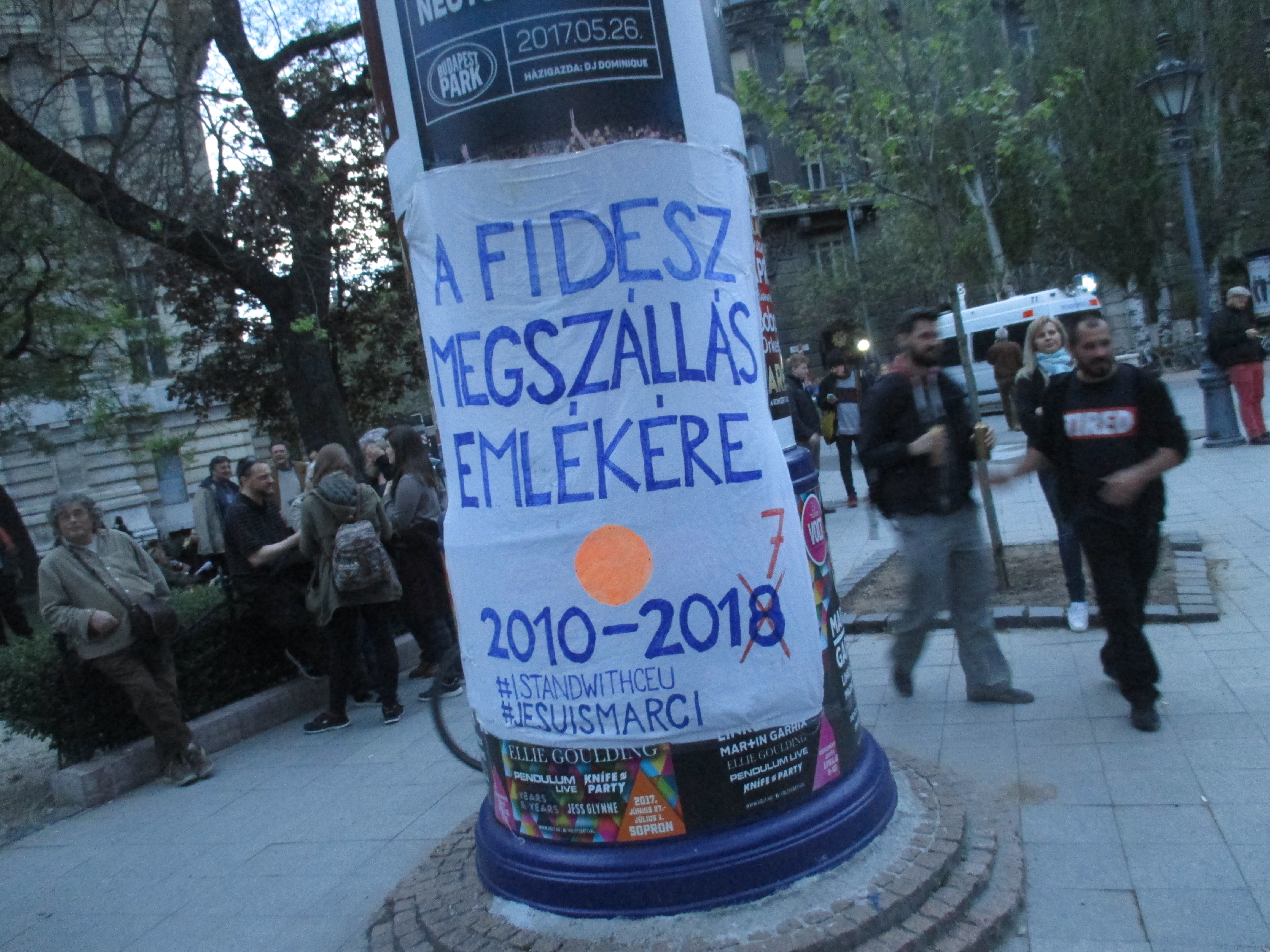
Transzparens az április 15-i tüntetésen I.

Kósa Lajos Fidesz-frakcióvezető több interjúban is arról beszélt, hogy a CEU-t érintő törvénymódosítás mögött valójában az alapító Soros György és a kormány közötti konfliktus áll, mert állítása szerint Soros a migrációt támogatja, ami ellentétes a kormány álláspontjával. A CEU-t „fantomegyetemnek” nevezte, mert az Amerikában semmilyen oktatási tevékenységet nem végez, ezért szerinte külön kell kezelni a Közép-európai Egyetemet és a Central European University-t. Több párttársához hasonlóan elmondta, hogy nem akarják bezáratni az egyetemet és a tanszabadság is garantálva van.
Semjén Zsolt KDNP-elnök egy interjúban már beszélt ez utóbbiról is, ahol elmondta, hogy a törvényt „a józan ész alapján” alkották, és az a körülmény, miszerint amerikai részről ez mégis teljesíthetetlen, viszont nem érdekli őket. Hozzátette, hogy a tüntetők követelését azért nem veszik figyelembe, mert még egyetlen épeszű érvet sem hallottak, pusztán politikai indíttatású hisztériakeltés zajlik, ami szerinte a napnál világosabban mutatja a „Soros-hálózat” mozgósító képességét, aminek a CEU is része.
Hiller István volt oktatási miniszter szerint számos más egyetem működik ugyanúgy, mint a CEU, és épp hogy versenyelőnyként kéne kezelni a CEU kettős diplomájának lehetőségét. Mellár Tamás közgazdász szerint aggályos, hogy elmaradtak az egyetemmel az egyeztetések. Schiffer András, az LMP korábbi elnöke szerint több ponton is sérti a jogbiztonságot a törvény.
A törvényjavaslatot végül 2017. április 10-én írta alá Áder János köztársasági elnök, aki az MTI-nek a következő közleményt adta:

„A rendelkezésemre álló időben megvizsgáltam a törvény alkotmányosságát és a nemzetközi szerződéseknek való megfelelését. Megállapítottam, hogy a törvénymódosítás a tanulásnak és tanításnak az Alaptörvény X. cikkében rögzített szabadságát nem sérti.”

– Áder János, köztársasági elnök

Az aláírás előtt Jakab András, a Pázmány Péter Katolikus Egyetem Alkotmányjogi Tanszékének egyetemi docense és a Bibó István Szakkollégium is több ponton alkotmánysértőnek tartotta a törvényt, de ugyanígy vélekedett róla Sólyom László volt köztársasági elnök és alkotmánybíró is.
Közleményeikben többek között a Magyar Tudományos Akadémia, a Eötvös Loránd Tudományegyetem, a Budapesti Corvinus Egyetem, a Szegedi Tudományegyetem, a Pécsi Tudományegyetem oktatói és a Színház- és Filmművészeti Egyetem polgárai is kiálltak a Közép-európai Egyetem mellett, ellenezve a törvénymódosítást.
Dr. Király Miklós egyetemi tanár, az ELTE jogi karának volt dékánja, az ELTE jogi karának tanszékvezetője, Mádl Ferenc elnök egykori tanácsadója szerint: „Sem a törvényjavaslat előterjesztője, sem az Országgyűlés nem vette figyelembe azokat az alkotmányossági aggályokat, amelyeket vezető alkotmányjogászok igen világosan megfogalmaztak”, sőt az erősödő tiltakozások hatására kivételes eljárásban, gyorsított módon tárgyalták a javaslatot.

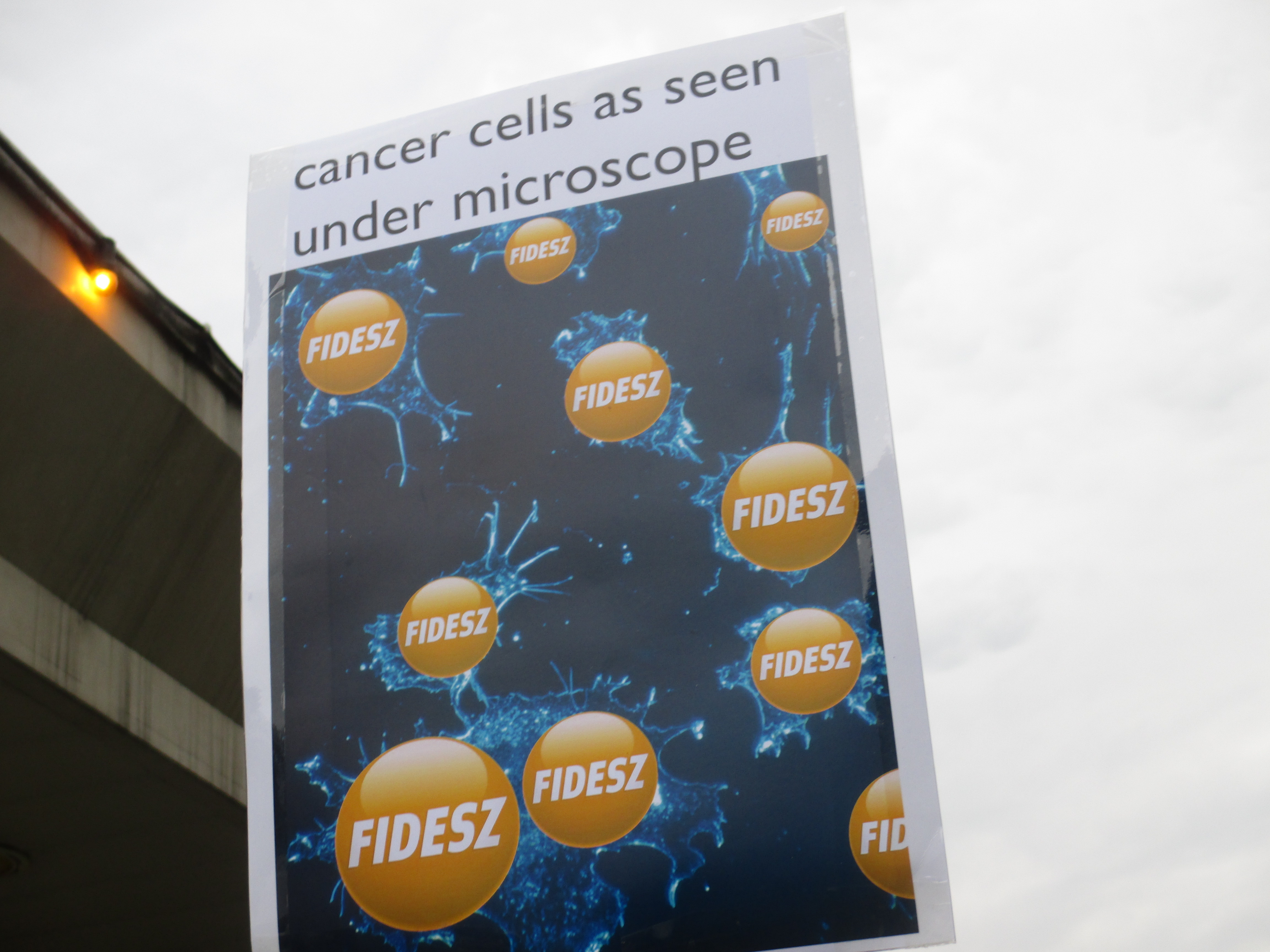
Transzparens az április 15-i tüntetésen II.

A Kaposvári Egyetem közleménye kiáll a törvénymódosítás mellett, mivel az szerintük biztosítja az intézmények szabályszerű működését és tiszta helyzeten alapuló versenyét. A Debreceni Egyetem kancellárja, Bács Zoltán szintén a Közép-európai Egyetem ellen szólalt fel, ellenkampányt indított a közösségi médiában I stand with UD címkével. Közben a Debreceni Egyetem Hallgatói Önkormányzata a hallgatók számára továbbított levélben szólított fel mindenkit a törvénymódosítás ellen irányuló petíció aláírására.
A CEU rektora, Michael Ignatieff és rektorhelyettese, Enyedi Zsolt leszögezték, hogy nem engednek a tanszabadságból és hogy Budapesten kívánnak maradni. Ignatieff elmondta, hogy Palkovics László oktatási államtitkárral először a beterjesztés napján beszélt, valamint hozzátette, hogy nem fognak campust építeni Amerikában, amire a törvény kötelezné a CEU-t. Korábban reagált Orbán csalásvádjára is, szerinte a miniszterelnök kitalált egy történetet, amely egyszerűen nem igaz, a Közép-Európai Egyetem neve pedig nem Soros-egyetem.
Palkovics László oktatásért felelős államtitkár szerint hazugság, hogy a törvény kihirdetésével bezár a Soros-egyetem, hiszen a magyar jogszabályok alapján évfolyamokat indíthat és diplomát adhat ki. Hozzátette, hogy a magyar kormány nem akar semmilyen egyetemet bezárni, hanem annyit szeretne, hogy ha egy intézmény pl. Európán kívüli diplomát ad ki, arról legyen nemzetközi szerződés. Az államtitkár szerint, ha a CEU kiterjeszti a licencszerződését a teljes képzési portfólióra, akkor az Egyesült Államokban akkreditált képzésekre is megmarad a diploma kiadásának joga.
Enyedi Zsolt rektorhelyettes szerint az államtitkár javaslata elég bonyolult és körülményes, nem garantálja az egyetem későbbi működését, a megváltoztatott jogviszony pedig új akkreditációs eljárást vonna maga után, ami akár évekig is eltarthat. Enyedi nemzetközi garanciákat is szeretne, amik garantálják az ilyen jellegű jövőbeni problémák kiküszöbölését.

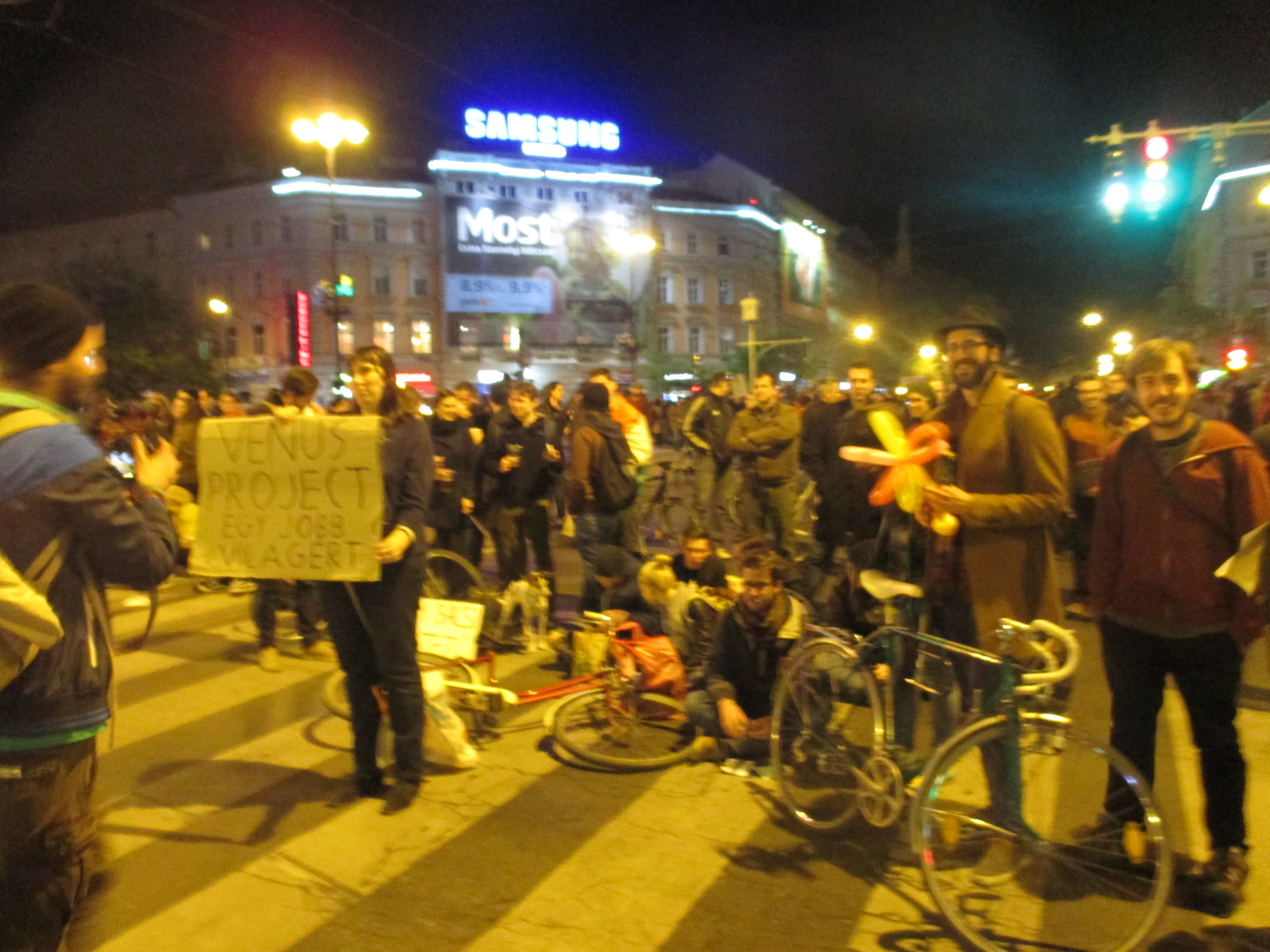
A radikálisabb, főként fiatalabb tüntetők éjszaka is aktívak maradtak

Orbán április 16-án a Kossuth Rádióban elmondta, hogy nem érti, „miért van az, hogy magyar akadémikusok, tudósok, hazai egyetemeken tanító professzorok nem azért lépnek fel, hogy az ő egyetemeik is megkapják azokat a jogokat, amelyeket a CEU élvez, hanem amellett állnak ki, hogy Soros György megtarthassa a privilégiumait.” Elmondta, hogy még azzal is együtt tudna élni, hogy létezik a „Soros-egyetem, amely liberális aktivistákat képez ki a délszláv és a közép-európai térség politikai élete számára”, a gondot az jelenti szerinte, hogy „a Soros-birodalom beleállt a migránsok támogatásába.” Visszautasította, hogy be akarnának zárni egy egyetemet. A kormány szerinte támogatja a civil szervezetek munkáját, mert egyes szociális, egészségügyi, környezetvédelmi feladatokat jobban elvégeznek, mint az állam tenné. Ezeknek azonban semmi közük azokhoz a „magukat civilnek nevező lobbiszervezetekhez”, amelyek az emberek befolyásolására törekednek. A tiltakozásokra reagálva a miniszterelnök úgy nyilatkozott: „Békés és derék keresztény embereknek is viszket már a tenyere.”
Orbán nyilatkozatára többek közt Király Miklós reagált egy levélben. A jogász leírta, hogy professzortársaival nem Soros György privilégiumaiért álltak ki, hanem a Central European University (CEU) égisze alatt folytatott oktatás, kutatás értékeinek megőrzése, s az ott tanító oktatók és hallgatók érdekei mellett. Ezután felsorolja a törvénymódosítás körüli jogi aggályok semmibevételét, és hogy a törvényjavaslatot gyorsított eljárásban tárgyalták, amivel szerinte világossá válik, hogy a kormányzatot egyáltalán nem érdekli a felsőoktatás és a tudomány képviselőinek véleménye. Majd levezeti, hogy ilyenfajta törvénykezéssel elveszik a jogbiztonság és az előreláthatóság, nincsenek korlátok, határok, nincsenek fékek és józan szakmai megfontolások, egyeztetések, hagyományok vagy szerzett jogok. Az oktatás minősége sem számít. Ezzel pedig az egész hazai egyetemi szféra érzi veszélyeztetve magát, ez az oka a tiltakozásnak. A levele végén leszögezi, hogy társaival egy elhibázott felsőoktatási döntés és politika veszélyeire szeretnék a figyelmet felhívni.
Április 20-án az Amnesty International Magyarország, a Háttér Társaság, a Magyar Helsinki Bizottság, a Társaság a Szabadságjogokért és a Transparency International Magyarország közös nyilatkozatban komolytalannak minősítik a civiltörvényről szóló egyeztetést, mert annak parlamenti tárgyalása már előző nap elkezdődött, valamint vitára alkalmatlannak tekintik a törvényjavaslatot, mert szerintük a jelenleg hatályos törvényhez képest az átláthatóságot nem növeli, csupán megbélyegzi a külföldi támogatásban részesülő civil szervezeteket. Úgy vélik, az átláthatóság a jelenlegi törvénnyel is biztosított, a civil szervezetek többsége pedig a törvényben előírtnál is sokkal átláthatóbban működik. A megjelent civil szervezetek ezért elutasítják, és vitára alkalmatlannak tartják a törvényjavaslatot.

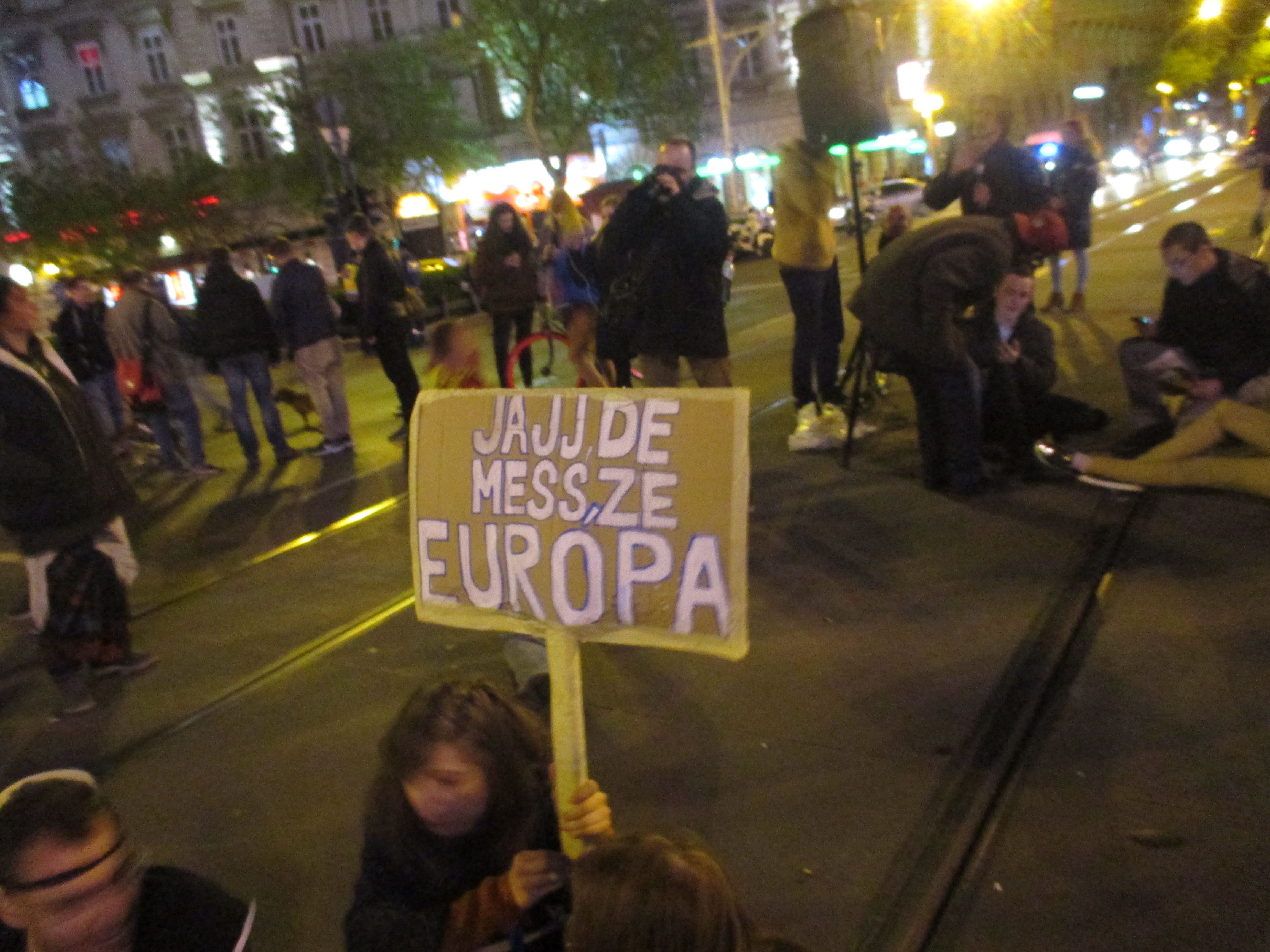

Enyedi szerint, ahogy Michael Ignatieff rektor is többször nyilatkozta, feltett szándékuk, hogy Magyarországon maradnak, ez azonban nem jelenti azt, hogy ne lenne veszélyben az egyetem budapesti léte. Hozzátette, az egyetem továbbra is szeretne magyar és amerikai képzést is folytatni. A kormányzati vád, miszerint a CEU versenyelőnyben lenne a többi egyetemhez képest, mert túl sok pénzt és diákot szerez meg, Enyedi szerint alaptalan: az uniós kutatási pénzeket nem országok, hanem jó pályázatok kapják, így nem riválisai más egyetemeknek, másrészt a CEU kis egyetem, és hallgatóinak csak 20%-a magyar, így érdemben nem befolyásolja a magyar egyetemi struktúrát, akik pedig a CEU-ra jönnek, épp a nyugati típusú oktatás miatt jönnek. Rosszindulatú kormányzati propaganda szerinte tehát, hogy a CEU rontaná a magyar felsőoktatást.
Április 25-én Áder János előadást tartott a környezetvédelemről a ELTE Trefort Ágoston Gyakorlóiskola meghívására, mely még a „lex CEU” aláírása előtt történt, ám ezután a CEU ügyével kapcsolatban is kérdezték a diákok. A kérdésekre válaszolva ő is elmondta, hogy nem akarja a CEU megszűnését és szerinte a CEU-nak egy New York-i egyetemmel történő megállapodása megoldás lehet a problémára, majd azzal érvelt, hogy szerinte ugyanannyian tüntethettek volna a CEU-törvény mellett is és hogy választania kellett a népszerűség és az elvszerűség között, ő pedig az elvszerűség mellett döntött, miután kollégáival „nem látták érveit”, hogy a parlamentnek vagy az Alkotmánybíróságnak küldje a törvényt. Az iskola tanárainak és diákjainak egy része tiltakozott a látogatás ellen.
Enyedi Zsolt, a CEU rektorhelyettese szerint Áder több kérdésben is félretájékoztatta a diákokat. Áder állításaival szemben ugyanis nem felel meg a valóságnak az egyetem jogi helyzete (nem három, csak két rész alkotja, a CEU és a KEE, vagyis a Közép-európai Egyetem), ezek egymáshoz való viszonya és törvényi érintettsége, valamint más nyugati országok állítólagosan szigorúbb szabályzata sem, mivel a magyar törvény intézményeket lehetetlenít el. Cáfolta Ádernek azt az értelmezését is a CEU rektorát idézve, miszerint az egyetem működését nem fenyegeti semmi veszély, mivel a rektor azt nem ígérte, hogy minden körülmények között hajlandó Magyarországon maradni, csak azt, hogy az egyetem nem fog megszűnni, és hogy az ragaszkodik Budapesthez. Biztatónak nevezte Áder azon szavait, hogy a felek kölcsönös jóindulata megoldáshoz fog vezetni, de hozzátette, hogy a kormányzat eddig minden megkeresésüket elutasította vagy válasz nélkül hagyta, ez pedig nem a jóindulat jele.
Április 28-án Orbán megint interjút adott a Kossuth Rádióban, melyben elmondta, hogy szerinte Sorost Magyarországon azért tartják sok rossz dolog megtestesítőjének, mert kétszer megtámadta a pénzügyi rendszert. „Soros György egy tehetséges üzleti spekuláns, aki több devizát megtámadott, ezzel több millió ember életét tönkretette.” Orbán úgy véli, hogy a milliárdos meg akarja változtatni Magyarország migrációs politikáját, mert évente egymillió migránst kíván beszállítani Európába, amint azt nyilvánosan le is írta. Bár Brüsszelben azt állítják, hogy a CEU-ügy a tudomány szabadságáról szól, Orbán szerint ez inkább pénzügyi kérdés. A miniszterelnök úgy véli, hogy azt akarják elérni, hogy Magyarország bontsa le a kerítést és engedje be az illegális migránsokat. Orbán szerint a lex CEU összhangban van az EU-s szabályokkal és a célja, hogy „Soros egyeteme” átlátható legyen, mert annak amerikai része „zűrzavaros.”
Május 4-én egy asztalhoz ültek a kormány képviselői a CEU rektorhelyetteseivel. A kerekasztal beszélgetést Schmidt Mária, a Terror Háza Múzeum főigazgatója kezdeményezte, akit – elmondása szerint – mélyen sértettek a CEU rektorának szavai, miután szerinte Michael Ignatieff „hamis szöveggel járja be” a világot, olyan hírverést keltve, hogy az országban nincs tanszabadság, bárki beleszólhat, ki taníthat egyetemen, mit mondhatnak. A kerekasztal beszélgetésen Schmidten kívül az egyetem két rektorhelyettese, Enyedi Zoltán és Fodor Éva, Kovács Zoltán kormányszóvivő és Maruzsa Zoltán helyettes államtitkár vett részt, míg Tallai Gábor, a múzeum programigazgatója vezette a vitát. Schmidt véleménye lényegében annak kritikája volt, hogy elvitatják a legitim kormánytól a felsőoktatás szabályozását, megkérdőjelezik a vélemény- és tanszabadságot, és ennek hírével járják körbe a külföldi sajtót, de arra is tett utalást, hogy szerinte a rektor „lobbizta ki” a kötelezettségszegési eljárást. Kovács szerint az elmúlt 6-7 évben a kormányzati szereplőknek sérült a meghallgatáshoz való joga, főleg külföldön, a CEU törvényt támadók szerinte nincsenek tisztában a jogi helyzettel, majd elismételte a kormányzati álláspontot, és azt, hogy ha kell, a törvényt módosítják. Hozzátette, a CEU szerinte ultimátumot adott a kormánynak a törvény visszavonására. Arról is beszélt, hogy már Mádl Ferenc 1993-ban felhívta a figyelmet, hogy vannak megkérdőjelezett jogi lépések a CEU körül, valamint hogy a CEU Németországban a jelenlegi szabályok alapján nem működhetne. Azt viszont tévesen állította, hogy a Velencei Bizottság nem foglalkozna a CEU-üggyel. Maruzsa közölte, hogy az Európai Bizottságnak jogi választ ad majd a kormány, és a végén lesz egy hiteles dokumentum, ami megállapítja, hogy sérült-e a tanszabadság kérdése. Ha az lesz a végeredmény, hogy a tanszabadság területén nem történt jogsértés, akkor visszatérhet a vita a jogi mederbe. Enyedi szerint legitim parlament sem hozhat diszkriminatív törvényeket. A tanszabadságot indirekt módon sérti a törvény, mert ha így megy tovább, és az egyetem ellehetetlenül, semmit sem tudnak tanítani, példájával érzékeltetve: azt nem tiltják meg valakinek, hogy járjon, csak elveszik a két lábát. Szerinte abnormális, hogy a 20 éve működő CEU további működése amerikai és magyar miniszterek szerződéskötésein múlik, és hogy nem jogállami helyzet az, hogy egy létező egyetem ellehetetlenítése ügyében visszaható hatályú törvényeket hoznak. Schmidt azon véleményére, hogy a CEU nem volt hajlandó jóindulatúan tárgyalni, a rektorhelyettes azzal válaszolt, hogy a miniszterelnök nevezte csalónak őket, ők pedig sikertelenül próbáltak többször is egyeztetést kieszközölni a kormányzattal korábban. Kiemelte továbbá, hogy ők nem kormány, emiatt a törvény értelmében nem is tudnak a magyar kormánnyal tárgyalni, más eszközük pedig nem volt, csak a lobbizás. Fodor azt hangsúlyozta, hogy azért is ellenzik a törvényt, mivel ennek értelmében politikusok döntésén múlik az egyetemek működése, miközben ezeknek függetlennek kell lennie az államtól, ezért küzdenek az egyetemek a középkor óta – mindez sérült a törvénymódosítással. Ezt követően azt próbálta megtudni, pontosan milyen egyezményeket kellene megkötni, mert miután a törvény nem elég világos, szükség volna egyeztetésre is, erre a kérdésére azonban nem kapott választ. A vitában Soros kritizálására is sor került, majd Schmidt zárszavában arra kérte a rektort, hogy ne „hazugságokon” alapuló híreket közöljön, hanem vesse latba a befolyását a megoldás érdekében, hogy a CEU ne legyen „privilegizált intézmény.”
A Magyar Tudományos Akadémia május eleji közgyűlésén egyértelműsítette, hogy kiáll a CEU mellett, jelezve, hogy nagyon szerencsétlennek tartanák a magyar tudományra nézve, ha a CEU-nak el kellene mennie Budapestről. Azt javasolják a magyar kormánynak, hogy fogadja el az MTA elnökének, Lovász Lászlónak korábbi közvetítési ajánlatát a kormány és a CEU között, akinek korábbi ez irányú javaslatára nem érkezett semmilyen nyilvános reagálás a kormány részéről.
Május 25-én a PestiSrácok.hu azt állította, hogy a CEU akkreditációja során a CEU székhelyeként a Közép-európai Egyetem működési címét adták meg, ami felveti az akkreditáció érvénytelenségének lehetőségét.

### Nemzetközi visszhang
A magyar felsőoktatási intézmények mellett számos külföldi egyetem és szervezet állt ki a Közép-európai Egyetem mellett, köztük a Yale Egyetem, a Stanford Egyetem, az Oxfordi Egyetem és a Bostoni Egyetem. Kofi Annan volt ENSZ-főtitkár április 6-án kelt levelében biztosította támogatásáról a CEU rektorát, és méltatta az egyetem hozzájárulását a demokráciához és szólásszabadsághoz.
A washingtoni külügyminisztérium felkérte a kormányt a törvénymódosítási javaslat visszavonására. Hoyt Yee, az Egyesült Államok helyettes külügyi államtitkára kijelentette, "az Egyesült Államok azt gondolja, hogy a törvény a CEU-t veszi célba, és fenyegeti a CEU azon képességét, hogy folytassa a sikeres működését Magyarországon." Hozzátette, hogy a magyar kormánynak lehetnek legitim jogi kifogásai az egyetemmel kapcsolatban, viszont minderről az egyetemmel kell tárgyalnia, mert felsőoktatási intézményeknek nincs szövetségi szintű engedélyeztetése az Egyesült Államokban, és az USA kormánya "nem szokott ilyet csinálni".
Navracsics Tibor, az Európai Bizottság kulturális, oktatási, ifjúságpolitikai és sportügyi biztosa fontosnak tartja, hogy a Közép-európai Egyetem „az esetleges szabálytalanságok korrekciója után zavartalanul folytathassa működését Budapesten.”
Tibor Fischer magyar származású angol író szerint nem folytatódhat tovább az a gyakorlat, hogy a CEU Egyesült Államokban kibocsátott diplomát adhat ki Magyarországon tanuló diákoknak. „Nyilvánvalóan ez vonzó volt a diákok számára, de miután a CEU elveszti ezt a lehetőséget, az egyetem kevesebbet for érni a piacon. Ugyanakkor ha a CEU tényleg olyannyira a kiválóság központja, amennyire támogatói annak tartják, akkor bizonyára továbbra is képes lesz magához vonzani a diákokat.” Fischer írása a The Guardian felületein jelent meg, ugyanebben a sajtóorgánumban egy későbbi cikkben pedig többen is reagáltak arra. Michael Ignatieff, a CEU elnöke; Nigel Swain, a Liverpooli Egyetem oktatója; Felix Jeschke, közép-kelet-európai társadalom- és kultúrtörténész és Brian Dooley, a Human Rights First tanácsadója kritizálták Fischer cikkét azzal, hogy felületesen vizsgálja a törvényjavaslat hatását és a magyarországi politikai viszonyokat.
Norvégia magyarországi nagykövete, Olev Berstad kritikája szerint elfogadhatatlan, hogy csak úgy tudnak majd segítséget nyújtani az itteni civil szervezeteknek, hogy azok „külföldről támogatott szervezeteknek” minősülnek. A kapcsolódó „nemzeti konzultációról” szólva úgy fogalmazott: „Láttam, hogy az új óriáshirdetések arról szólnak, hogy állítsuk meg Brüsszelt! Én ezt inkább úgy fordítanám le: állítsuk meg a fejlődést, az együttműködést, ami a történelemben egyedülálló 70 évnyi békét hozta el.”
Április 26-án az Európai Parlament a magyarországi helyzettel kapcsolatban tartott vitanapot, melyen Orbán Viktor miniszterelnök is felszólalt. Frans Timmermans, az Európai Bizottság (EB) alelnöke a felsőoktatásról és a civil szervezetekről szóló törvénymódosítás mellett aggodalmasnak nevezte a menekültügyi kvóták elutasítását és a kormány Brüsszel-ellenes kampányát, amelynek állításait tételesen cáfolta. Az EB pár órával a vita előtt jelentette be, hogy eljárást indít Magyarország ellen a CEU-törvény miatt. Orbán a „pénzügyi spekuláns” Sorost és a brüsszeli képviselőket nevezte meg vitapartnereknek, akik szerinte annak ellenére fogadják magas szinten Sorost, hogy az „országokat tett tönkre.” Szerinte alaptalan vád, hogy bezárná a kormány „Soros egyetemét.” Hivatkozott a CEU rektorának diákoknak írt levelére is, ami szerinte is ezt az állítását igazolja. Orbán beszédére a különböző pártállású képviselők pártjuknak megfelelően reagáltak: a baloldali és liberális képviselők támadták, a jobboldali és EU-szkeptikusok védték a miniszterelnököt, bár néppárti és jobboldali részről is kapott bírálatokat.
A CEU később közleményben cáfolta, hogy a Brüsszelben idézett levél Orbán értelmezését tartalmazná, a rektor csupán azt ígérte meg, hogy az egyetem működni fog, de azt nem, hogy Magyarországon. Hamisnak minősítették Orbán azon állítást is, hogy „a törvénymódosítás privilégiumokat semmisít meg és a jogokat egyenlő módon újraosztja az egyetemek között”, mivel a CEU keményen megdolgozott az akkreditációjáért, a diplomák kiadásának joga nem privilégium, miközben a magyar felsőoktatási szektor szinte minden részében tiltakozás fogadta a törvénymódosítást.
Április 27-én Jean-Claude Juncker, az Európai Bizottság elnöke Soros Györgyöt fogadta Brüsszelben, ahol egyebek mellett a CEU ügyéről és a civil társadalmak helyzetéről is tárgyaltak. Juncker méltatta Soros tevékenységét a menekültek, a romák, és a szólásszabadság területén, Soros pedig támogatásáról biztosította az Európai Bizottságnak a CEU és a nemzeti konzultáció ügyében hozott döntéseit. Lázár János miniszterelnökségi miniszter úgy reagált, hogy Brüsszelben nem a tanszabadság, hanem a szolgáltatások szabad áramlása, vagyis szerinte Soros „spekuláns” üzleti érdekei mellett álltak ki, mert a törvénymódosítás nem befolyásolja a Közép-európai Egyetem sorsát, az szabadon működhet, csak a jövőben nem kettő, hanem egy diplomát adhat ki. Lázár ugyanakkor azt is jelezte, hogy a helyzet konstruktív megvitatása után Magyarország kész arra, hogy az európai uniós jognak mindenben megfeleljenek a magyar törvények. Altusz Kristófról annyit mondott, hogy több tárgyalást is folytatott és hamarosan az amerikai ügyvivővel is találkozik. Lázár is kitért arra, hogy a „spekulánst” milyen megkülönböztetett figyelemmel fogadják. Az EU szóvivője közölte, hogy Juncker maga dönti el kivel és hogyan találkozik, főleg, hogy Sorossal régóta ismerik egymást. Hozzátette, az EU nem fog úgy kampányolni, mint azt a magyar kormány tette a Brüsszel-ellenes plakátokkal, mert intézményként nagyobb súlya van a szavainak.

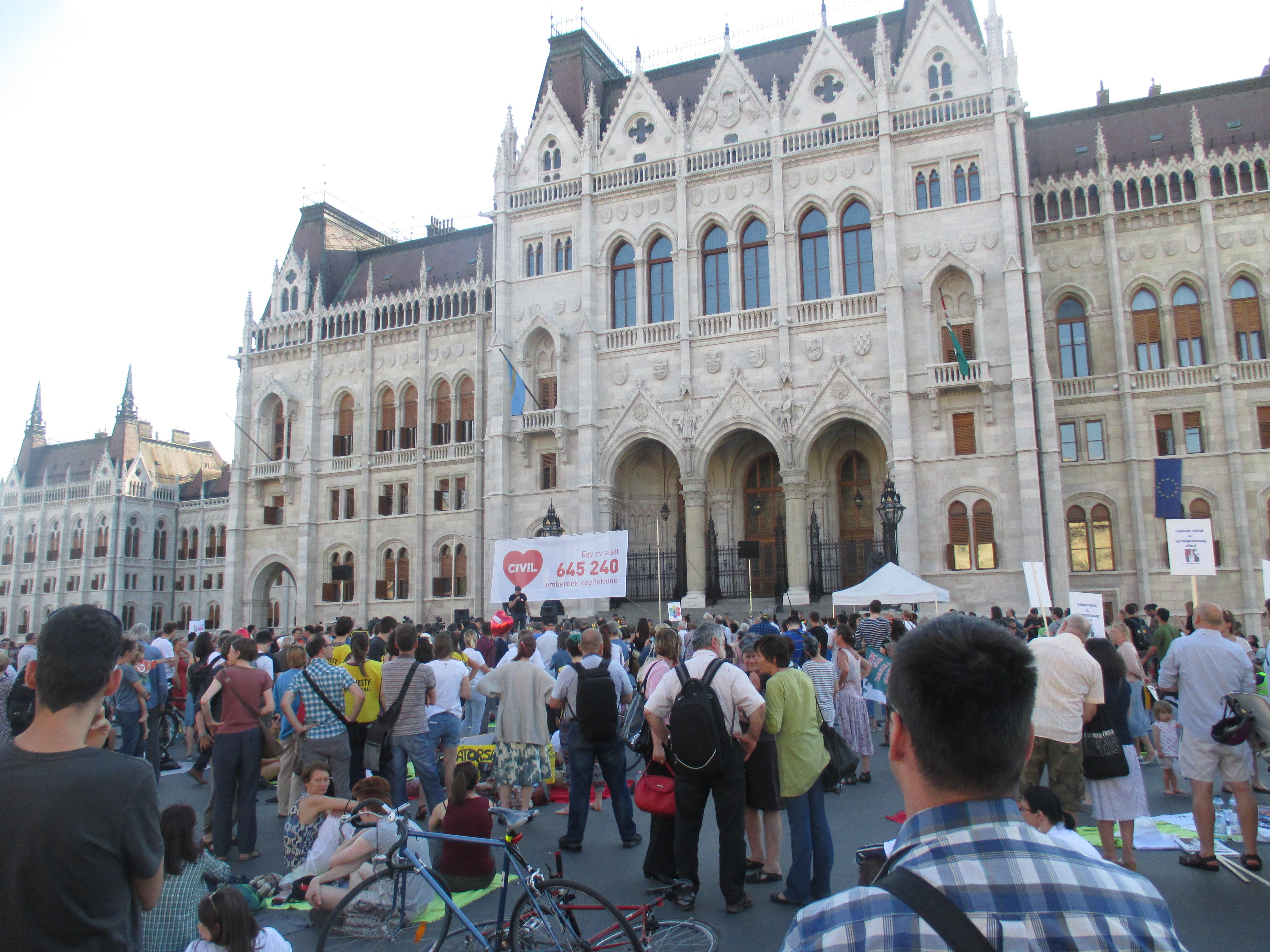
Civilek tüntetése a Parlament előtt

Fodor Éva, a CEU másik rektorhelyettese elmondta, hogy várják a kormányzat egyeztetését a Brüsszelben történt intézkedések fényében. Fodor önkényesnek érzi a kormányzat intézkedését, és elmondta, hogy a CEU és a KEE egy egyetem, amiket nem lehet különválasztani. Kifogásolta a kormányzat sajtóbeli ötletelését, amit nem tart megoldásnak, helyette specifikus tárgyalásokat kellene elkezdeniük végre, főleg miután állítólagosan munkacsoport alakult a törvénnyel érintett egyetemekkel kapcsolatban, amihez eddig szintén nem kaptak meghívót. Megerősítette, hogy a CEU továbbra is budapesti egyetem akar maradni, és hogy az egyetem magyarországi léte igenis veszélyben van, mert a hatályos törvény értelmében amerikai egyezményt kellene kötni – amit az USA már többször elutasított –, különben október 11. után bevonhatják az egyetem működési engedélyét. A bizonytalanság miatt pedig mind a diákok, mind a tanárok közül többen elhagyhatják addig az intézményt.
Április 29-én az Európai Néppárt és annak frakcióvezetője Manfred Weber egyértelművé tette az Orbánnal folytatott brüsszeli egyeztetések során, hogy nem fogadják el az oktatás szabadságát sértő és a civil szervezeteket érintő törvénymódosításokat. Egyértelművé tették, hogy a Fidesznek mindent meg kell tennie, hogy a felsőoktatási törvény az Európai Bizottság kívánalmainak megfeleljen. Orbán biztosította a Néppártot, hogy Magyarország így fog tenni. A Néppárt kritizálta a magyar kormány Brüsszel-ellenes kampányát és az azzal kapcsolatos nemzeti konzultációt is. Ezzel kapcsolatban megemlítették, hogy a magyar kormány is része a brüsszeli intézményeknek, úgy mint az Európai Parlamentnek. Ennek ellentmondva Orbán később úgy reagállt, hogy „Magyarországnak senki nem szabhat feltételeket.” Szerinte jelenleg egy jogi vita zajlik, és ha az lezárul, majd aszerint cselekszik a magyar kormány.
Május 4-én Kanada is jelezte, hogy aggódik a magyarországi tanszabadság és a CEU működése miatt. Mint Isabelle Poupart nagykövet közleményében áll: „Kanada komoly aggodalommal tekint azokra a módosításokra, melyek veszélyeztethetik Magyarországon a tanszabadságot és a Közép-európai Egyetem (CEU) működését. Üdvözöljük a magyar vezetők szombaton kinyilvánított elkötelezettségét az oktatási törvény módosításának kérdésében, ugyanakkor sürgetjük, hogy a szavakat mihamarabb érdemi tettek kövessék.” A nagykövet közleményében kiállt a civil szervezetek és a szabad sajtó mellett is. A magyar külügyi tárca szerint a nagykövet állításai hamisak, mert Magyarországon a tanszabadságot senki sem veszélyezteti, de a kormány elvárja, hogy a külföldi egyetemekre is ugyanazok a szabályok vonatkozzanak, mint a magyar iskolákra.
A CEU közleményében üdvözölte az Európai Parlament (EP) plenáris ülésén megszavazott határozatot, amelynek értelmében a testület megkezdi az uniós szerződés hetedik cikkelye szerinti eljárás megindításának az előkészítését Magyarországgal szemben. Az EP-ben elfogadott határozat a lex CEU visszavonását szorgalmazza és kitér arra, hogy valamennyi határidőt fel kell függeszteni és tárgyalásokat kell indítania az érintettekkel. Ezzel szemben a CEU arról értesített, hogy a magyar kormány munkacsoportjának állításuk szerint nincs mandátuma arra, hogy bármilyen kérdésről érdemi tárgyalásokat folytasson, és hogy nem tudnak válaszolni, hogyan lehetne teljesíteni a törvényben szereplő feltételeket, Altusz Kristóf főtárgyaló pedig csak az USA-val tárgyal, a CEU-val nem. Az egyetem ezen kívül felhívta a figyelmet, hogy az idő sürgeti a minél hamarabbi megoldást, ezért ismét felszólítja a kormányt, hogy vessen véget ennek a tarthatatlan helyzetnek.
Május 23-án az Egyesült Államok ismét egyértelműen jelezte, hogy a CEU ügyét a magyar kormánynak az egyetemmel kell rendeznie, ennek tárgyalásába az USA-nak sem joga, sem szándéka beleavatkozni, de határozottan felszólítják a kormányt a diszkriminatív törvény visszavonására. A magyar kormányzat értetlenségének adott hangot amiatt, hogy a főtárgyalójukkal miért nem vették fel az amerikaiak a kapcsolatot, emellett kijelentette, hogy a közleményt nem tartja diplomáciai válasznak.
Május 24-én New York állam kormányzója kijelentette, hogy van hatásköre a CEU-ügyében tárgyalni, és egyúttal kifejezte hajlandóságát a magyar kormánnyal való egyeztetések megkezdésére.
Június 1-én Soros György az Európai Bizottság gazdasági fórumán tartott beszédet az Európai Unió reformjáról Brüsszelben, itt reagált először a magyar kormány részéről őt ért bírálatokra. Soros főleg az Unió reformjáról beszélt, miután annak a közös gazdasági elképzelései nem hozták meg a várt eredményeket, majd rátért az őt ért támadásokra is. Beszédében visszautasította azokat a vádakat, amiket vele kapcsolatban a magyar kormány és Orbán megfogalmazott, valamint „csodálta a bátorságot, amivel a magyar emberek ellenállnak az Orbán-rezsim által fölépített maffiaállam megtévesztésének és korrupciójának”, hozzátéve, hogy nem elég a jogállamra támaszkodni, az embereknek is ki kell állniuk azért, amiben hisznek.
Mind Lázár János, mind Orbán Viktor visszautasította Soros vádjait, azt állítva, hogy nem a magyar állam, hanem Soros György szervezeti működnek maffiaszerűen, és utasítják el a transzparenciát. Kiemelték, hogy az EU megújulására szükség van, de ezt nem amerikai spekulánsoknak és szervezeteiknek kell dirigálniuk, hanem az európai, köztük a magyar lakosságnak. Gulyás Gergely kijelentette, hogy a Fidesz magyarázatot vár az Európai Bizottságtól (EB), hogy hogyan lehetséges, hogy az EB által támogatott rendezvény egyik ülésén egy amerikai spekuláns felszólalhat, és maffiaállamnak nevezhet uniós tagállamokat.
A civil szervezetekre vonatkozó törvény elfogadása utáni napokban Kanada, az Egyesült Államok és az Európai Bizottság aggodalmának adott hangot, a Bizottság ugyanakkor bejelentette, hogy a Velencei Bizottság megkezdte a törvény alkotmányossági vizsgálatát.

### Közvélemény-kutatások
A kormányközeli Századvég Alapítvány április 7. és 11. között 1000 véletlenszerűen kiválasztott felnőttet kérdezett meg CATI-módszerrel. A felmérés alapján a válaszadók 70 százaléka egyetértett a törvénymódosítással, vagyis támogatja, hogy külföldi egyetem csak akkor adhasson ki oklevelet, ha betartja a magyar jogszabályokat, és a székhelyén is folytat tényleges oktatási tevékenységet. A mintavételből fakadóan az eredmény legfeljebb ±3,2 százalékponttal térhet el attól az értéktől, amit az ország összes felnőtt lakosának megkérdezése eredményezett volna.
A Simicska Lajoshoz közeli Magyar Nemzet megbízásából készített másik felmérés szerint a megkérdezettek 48 százaléka elutasítja a felsőoktatási törvénymódosítást, az Iránytű Intézet adataiból az is kiderül, hogy a kormánypárti szimpatizánsok 70 százaléka egyetért a törvénnyel.
A Vasárnapi Hírek megrendelésére a Publicus Intézet április 10–16. között telefonon végzett kutatása alapján a válaszolók 63%-a nem ért egyet azzal, hogy a kormány ellehetetlenítené a CEU-t és 66% nem ért egyet azzal, hogy kormány ellehetetlenítené a külföldről támogatott civil szervezetet. A nem, életkor és iskolázottság szerint reprezentatív mintába 1021 fő került. A teljes mintában a mintavételi hiba ±3 százalékpont.
A Századvég Alapítvány április 25-én nyilvánosságra hozott felmérésében a válaszadók 53%-a úgy gondolja, hogy „Soros György szervezeteinek tevékenysége” káros Magyarországra nézve. 61% szerint a felsőoktatási törvény módosításának célja nem a CEU bezáratása, hanem a külföldi egyetemek magyarországi működésének tisztázása volt.
A Medián Közvélemény- és Piackutató Intézet május elején publikált felmérése szerint a Fidesz-KDNP támogatottsága a teljes szavazókorú népességben a januári 37 százalékról április végére 31 százalékra esett vissza, ami az utóbbi negyedévben közel félmillió kormánypárti szavazó eltávolodását jelenti a kormánypárttól. Orbán és Áder népszerűsége is jelentősen csökkent. Ennek ellentmond a Tárki Társadalomkutatási Intézet és a Nézőpont Intézet vizsgálata: szerintük gyakorlatilag nem változott a pártok népszerűsége az elmúlt hetekben/hónapokban, a Fidesz-KDNP még mindig a magabiztosan vezeti a pártversenyt.